# Filmjahr 2019
Liste der Filmjahre

◄◄ | ◄ | 2015 | 2016 | 2017 | 2018 | Filmjahr 2019 | 2020 | 2021 | 2022 | 2023 | ►

Weitere Ereignisse

## Ereignisse
- 18. Dezember: Der US-amerikanische Science-Fiction-Film Star Wars – Der Aufstieg Skywalkers startet in den deutschen Kinos. Es ist der dritte und letzte Teil der Sequel-Trilogie.

## Top 10 der erfolgreichsten Filme

### In Deutschland
Die zehn erfolgreichsten Filme an den deutschen Kinokassen nach Besucherzahlen (Stand: 30. Mai 2021):
| Platz | Filmtitel                                         | Besucher  |
| ----- | ------------------------------------------------- | --------- |
| 1.    | Die Eiskönigin II                                 | 6.781.476 |
| 2.    | Der König der Löwen                               | 5.651.436 |
| 3.    | Das perfekte Geheimnis                            | 5.315.000 |
| 4.    | Star Wars: Der Aufstieg Skywalkers                | 5.248.585 |
| 5.    | Avengers: Endgame                                 | 5.132.540 |
| 6.    | Joker                                             | 4.291.024 |
| 7.    | Jumanji – The Next Level                          | 2.566.933 |
| 8.    | Pets 2                                            | 2.516.410 |
| 9.    | Drachenzähmen leicht gemacht 3 – Die geheime Welt | 2.268.840 |
| 10.   | Captain Marvel                                    | 2.080.044 |

### In Österreich
Die erfolgreichsten Filme an den österreichischen Kinokassen nach Besucherzahlen (Stand: Juli 2020):*
| Platz | Filmtitel                          | Besucher |
| ----- | ---------------------------------- | -------- |
| 1.    | Der König der Löwen                | 839.703  |
| 2.    | Die Eiskönigin II                  | 722.301  |
| 3.    | Avengers: Endgame                  | 611.635  |
| 4.    | Joker                              | 555.278  |
| 5.    | Das perfekte Geheimnis             | 474.555  |
| 6.    | Star Wars: Der Aufstieg Skywalkers | 440.986  |
| 7.    | Jumanji: The Next Level            | 349.389  |
| 8.    | Pets 2                             | 307.995  |
| 9.    | Love Machine                       | 139.177  |

*Es sind nur Filme aufgeführt, die das Austrian Ticket für mehr als 75.000 Zuschauer erhielten.

### In der Schweiz
Die zehn erfolgreichsten Filme an den schweizerischen Kinokassen nach Besucherzahlen (Stand: 20. Juli 2020):
| Platz | Filmtitel                                | Besucher |
| ----- | ---------------------------------------- | -------- |
| 1.    | Der König der Löwen                      | 604.432  |
| 2.    | Die Eiskönigin II                        | 500.453  |
| 3.    | Avengers: Endgame                        | 495.569  |
| 4.    | Joker                                    | 490.542  |
| 5.    | Star Wars: Der Aufstieg Skywalkers       | 390.556  |
| 6.    | Green Book – Eine besondere Freundschaft | 355.833  |
| 7.    | Jumanji: The Next Level                  | 317.263  |
| 8.    | Monsieur Claude 2                        | 288.609  |
| 9.    | Zwingli                                  | 249.014  |
| 10.   | Das perfekte Geheimnis                   | 243.607  |

### In den Vereinigten Staaten
Die zehn erfolgreichsten Filme an den US-amerikanischen Kinokassen nach Einspielergebnis in US-Dollar (Stand: 20. Juli 2020):
| Platz | Filmtitel                                 | Einnahmen     |
| ----- | ----------------------------------------- | ------------- |
| 1.    | Avengers: Endgame                         | 858.373.000 $ |
| 2.    | Der König der Löwen                       | 543.638.043 $ |
| 3.    | Star Wars: Der Aufstieg Skywalkers        | 515.202.542 $ |
| 4.    | Die Eiskönigin II                         | 477.373.578 $ |
| 5.    | A Toy Story: Alles hört auf kein Kommando | 434.038.008 $ |
| 6.    | Captain Marvel                            | 426.829.839 $ |
| 7.    | Spider-Man: Far From Home                 | 390.532.085 $ |
| 8.    | Aladdin                                   | 355.559.216 $ |
| 9.    | Joker                                     | 335.451.311 $ |
| 10.   | Jumanji: The Next Level                   | 316.831.246 $ |

### Weltweit
Die zehn weltweit erfolgreichsten Filme nach Einspielergebnis in Mio. US-Dollar (Stand: 20. Juli 2020):
| Platz | Filmtitel                                 | Einnahmen       |
| ----- | ----------------------------------------- | --------------- |
| 1.    | Avengers: Endgame                         | 2.797.800.564 $ |
| 2.    | Der König der Löwen                       | 1.655.943.394 $ |
| 3.    | Die Eiskönigin II                         | 1.450.026.933 $ |
| 4.    | Spider-Man: Far From Home                 | 1.131.927.996 $ |
| 5.    | Captain Marvel                            | 1.128.274.794 $ |
| 6.    | Joker                                     | 1.074.251.311 $ |
| 7.    | Star Wars: Der Aufstieg Skywalkers        | 1.074.144.248 $ |
| 8.    | A Toy Story: Alles hört auf kein Kommando | 1.073.394.593 $ |
| 9.    | Aladdin                                   | 1.050.693.953 $ |
| 10.   | Jumanji: The Next Level                   | 796.575.993 $   |

### Rekorde
- Avengers: Endgame überholte die Einnahmen des Films Avatar – Aufbruch nach Pandora aus dem Jahr 2009 und wurde zum finanziell erfolgreichsten Film aller Zeiten[6] bevor im Jahr 2021 Avatar – Aufbruch nach Pandora sich den Titel durch einen Re-Release in China zurückholte.[7]
- Die Eiskönigin II konnte den Vorgänger Die Eiskönigin – Völlig unverfroren als finanziell erfolgreichsten Animationsfilm aller Zeiten ablösen
- zum ersten Mal nahm mit Disney ein Filmstudio innerhalb eines Kalenderjahres mehr als 10 Milliarden US-Dollar ein (Ergebnis: über 13 Milliarden US-Dollar)[8]

- zum ersten Mal hat mit Disney ein Filmstudio sieben Filme in einem Kalenderjahr veröffentlicht, die jeweils ein Einspielergebnis von mehr als einer Milliarde US-Dollar erzielen konnten

- zum ersten Mal konnten neun Filme die Marke von einer Milliarde US-Dollar überschreiten

## Geburts- und Jahrestage
- 50. Geburtstag des Schauspielers Norman Reedus am 6. Januar
- 110. Geburtstag des Kölner Volksschauspielers Willy Millowitsch am 8. Januar
- 50. Geburtstag des Schauspielers Jason Bateman am 14. Januar
- 50. Geburtstag des Schauspielers Dave Bautista am 18. Januar
- 25. Todestag des Schauspielers Telly Savalas am 22. Januar
- 75. Geburtstag der Schauspielerin Angela Winkler am 22. Januar
- 75. Geburtstag des Schauspielers Rutger Hauer am 23. Januar
- 100 Jahre Bavaria Film im Januar
- 50. Geburtstag des Schauspielers Michael Sheen am 5. Februar
- 50. Geburtstag der Schauspielerin Mary McCormack am 8. Februar
- 100. Gründungstag von United Artists durch Charlie Chaplin, Douglas Fairbanks sen., Mary Pickford und David Wark Griffith am 5. Februar
- 50. Geburtstag der Schauspielerin Jennifer Aniston am 11. Februar
- 75. Geburtstag der Schauspielerin Stockard Channing am 13. Februar
- 75. Geburtstag des Regisseurs und Drehbuchautors Alan Parker am 14. Februar
- 50. Geburtstag des Schauspielers Thomas Jane am 22. Februar
- 50. Geburtstag des Schauspielers Javier Bardem am 1. März
- 75. Geburtstag des Komponisten Michael Nyman am 23. März
- 75. Geburtstag des Schauspielers Craig T. Nelson am 4. April
- 50. Geburtstag des Schauspielers Paul Rudd am 6. April
- 90. Geburtstag des Schauspielers Max von Sydow am 10. April
- 50. Geburtstag der Schauspielerin Renée Zellweger am 25. April
- 50. Geburtstag des Regisseurs und Drehbuchautors Wes Anderson am 1. Mai
- 75. Geburtstag des Schauspielers John Rhys-Davies am 5. Mai
- 25. Todestag des Schauspielers George Peppard am 8. Mai
- 100. Geburtstag des Schauspielers Lex Barker am 8. Mai
- 50. Jahrestag der Premiere von Easy Rider am 8. Mai
- 50. Geburtstag der Schauspielerin Cate Blanchett am 14. Mai
- 75. Geburtstag des Regisseurs und Drehbuchautors George Lucas am 14. Mai
- 75. Geburtstag des Schauspielers Danny Trejo am 16. Mai
- 75. Geburtstag des Schauspielers Helmut Berger am 29. Mai
- 50. Todestag des Schauspielers Robert Taylor am 8. Juni
- 50. Geburtstag des Schauspielers Peter Dinklage am 11. Juni
- 25. Todestag des Filmmusikkomponisten und Oscarpreisträgers Henry Mancini am 14. Juni
- 75. Geburtstag des Schauspielers Gary Busey am 29. Juni
- 75. Geburtstag des Schauspielers Jeffrey Tambor am 8. Juli
- 50. Jahrestag des Kinostarts von Asphalt-Cowboy in der Bundesrepublik Deutschland am 18. Juli
- 50. Geburtstag des Schauspielers Josh Holloway am 20. Juli
- 50. Geburtstag der Sängerin und Schauspielerin Jennifer Lopez am 24. Juli
- 50. Geburtstag des Schauspielers Timothy Omundson am 29. Juli
- 75. Geburtstag der Schauspielerin Geraldine Chaplin am 31. Juli
- 75. Geburtstag des Schauspielers John Glover am 7. August
- 75. Geburtstag des Schauspielers und Sängers Bernard Menez am 8. August
- 50. Todestag der Schauspielerin Sharon Tate am 9. August
- 75. Geburtstag des Schauspielers Sam Elliott am 9. August
- 50. Geburtstag des Schauspielers Christian Slater am 18. August
- 50. Geburtstag des Schauspielers Edward Norton am 18. August
- 75. Geburtstag des Regisseurs und Drehbuchautors Peter Weir am 21. August
- 50. Geburtstag des Schauspielers Jack Black am 28. August
- 90. Geburtstag des Schauspielers Bob Newhart am 5. September
- 25. Todestag des Regisseurs Terence Young am 7. September
- 90. Geburtstag des Komponisten Stu Phillips am 9. September
- 75. Geburtstag der Schauspielerin Jacqueline Bisset am 13. September
- 100. Jahrestag der Eröffnung des Ufa-Palasts am Zoo mit der Uraufführung von Madame DuBarry von Ernst Lubitsch am 18. September
- 50. Geburtstag der Schauspielerin Catherine Zeta-Jones am 25. September
- 75. Geburtstag des Schauspielers Michael Douglas am 25. September
- 50. Geburtstag der Schauspielerin Erika Eleniak am 29. September
- 50. Geburtstag des Künstlers und Regisseurs Steve McQueen am 9. Oktober
- 75. Geburtstag des Schauspielers Udo Kier am 14. Oktober
- 50. Geburtstag des Schauspielers Dominic West am 15. Oktober
- 25. Todestag des Schauspielers Burt Lancaster am 20. Oktober
- 100. Jahrestag des Koreanischen Films am 27. Oktober
- 50. Geburtstag des Schauspielers Matthew McConaughey am 4. November
- 90. Geburtstag der Schauspielerin June Squibb am 6. November
- 30. Jahrestag der Premiere des Films Coming Out im Kino International am 9. November
- 50. Geburtstag des Schauspielers Gerard Butler am 13. November
- 50. Jahrestag des Kinostarts von Die Brücke von Remagen in Deutschland am 14. November
- 90. Geburtstag des Schauspielers Ed Asner am 15. November
- 75. Geburtstag des Schauspielers Danny DeVito am 17. November
- 90. Geburtstag des Schauspielers Christopher Plummer am 13. Dezember
- 50. Geburtstag der Schauspielerin Natascha McElhone am 14. Dezember
- 75. Geburtstag des Schauspielers Bernard Hill am 17. Dezember
- 75. Jahrestag des Kinostarts von Murder, My Sweet in den USA am 18. Dezember
- 50. Geburtstag der Schauspielerin Julie Delpy am 21. Dezember

## Filmpreise

### Golden Globe Award
Die Verleihung der 76. Golden Globe Awards fand am 6. Januar 2019 statt.
- Bester Film (Drama): Bohemian Rhapsody – Regie: Bryan Singer
- Bester Film (Komödie/Musical): Green Book – Eine besondere Freundschaft – Regie: Peter Farrelly
- Beste Regie: Alfonso Cuarón – Roma
- Beste Hauptdarstellerin (Drama): Glenn Close (Die Frau des Nobelpreisträgers)
- Beste Hauptdarstellerin (Komödie/Musical): Olivia Colman (The Favourite – Intrigen und Irrsinn)
- Bester Hauptdarsteller (Drama): Rami Malek (Bohemian Rhapsody)
- Bester Hauptdarsteller (Komödie/Musical): Christian Bale (Vice – Der zweite Mann)
- Bester fremdsprachiger Film: Roma (Mexiko)

Vollständige Liste der Preisträger

### Sundance Film Festival
Das 34. Sundance Film Festival fand von 24. Januar bis 3. Februar 2019 statt.
- Großer Preis der Jury: Spielfilm – Clemency (Regie: Chinonye Chukwu)
- Großer Preis der Jury: Dokumentarfilm –  One Child Nation (Regie: Nanfu Wang und Jialing Zhang)
- Großer Preis der Jury „World Cinema“: Spielfilm – The Souvenir (Regie: Joanna Hogg)
- Großer Preis der Jury „World Cinema“: Dokumentarfilm – Land des Honigs (Regie: Tamara Kotevska und Ljubomir Stefanov)

Vollständige Liste der Preisträger

### Bayerischer Filmpreis
Die Verleihung des Bayerischen Filmpreises fand am 25. Januar 2019 statt.
- Beste Produktion: Robert Marciniak für Trautmann und Max Wiedemann, Quirin Berg und Jan Mojto für Werk ohne Autor
- Beste Regie: Caroline Link für Der Junge muss an die frische Luft
- Beste Darstellerin: Marie Bäumer für 3 Tage in Quiberon
- Bester Darsteller: Alexander Scheer für Gundermann
- Beste Nachwuchsdarstellerin: Svenja Jung für A Gschicht über d’Lieb
- Bester Nachwuchsdarsteller: Max Hubacher für Der Hauptmann
- Beste Nachwuchsregie: Kerstin Polte für Wer hat eigentlich die Liebe erfunden?

Vollständige Liste der Preisträger

### Österreichischer Filmpreis

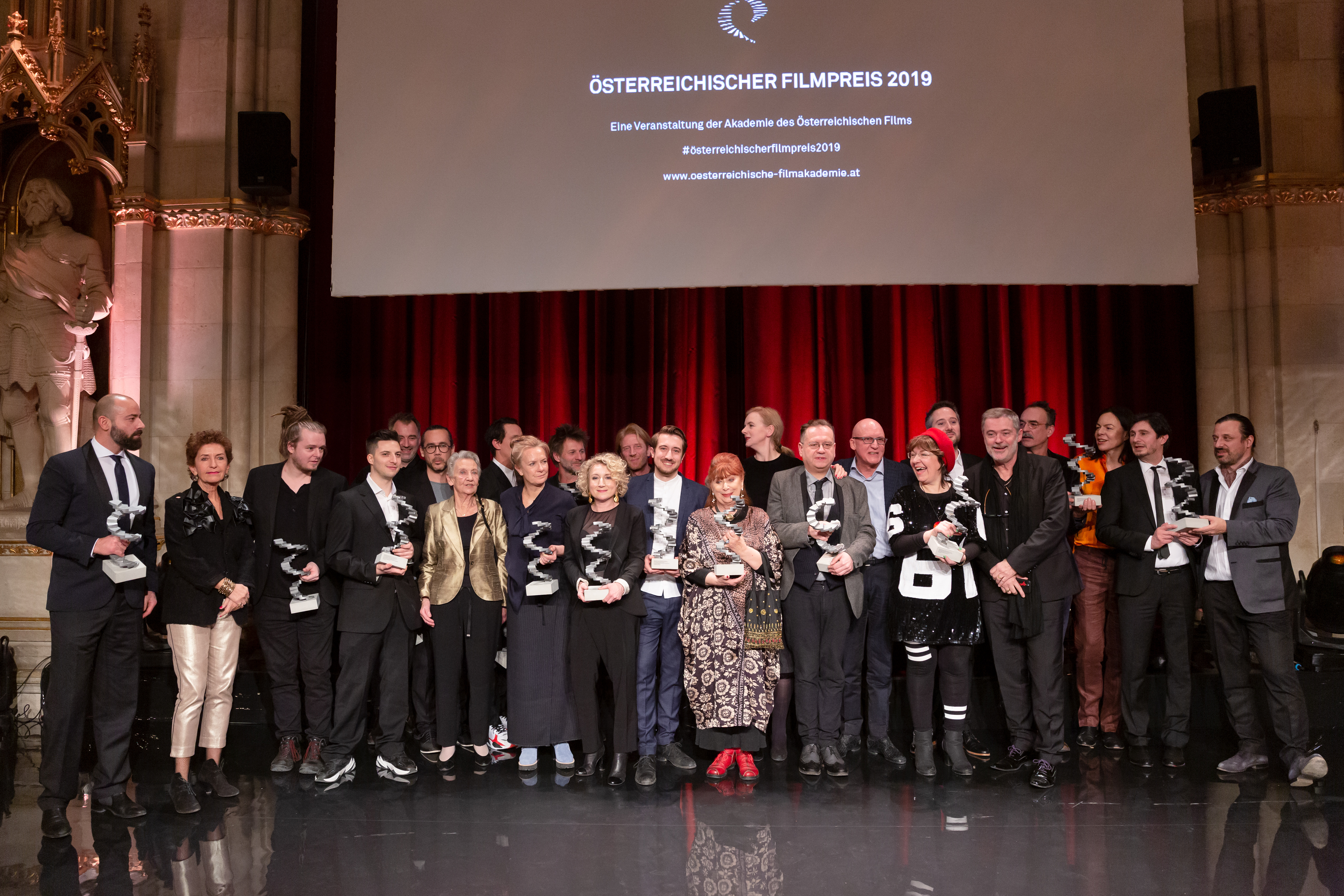
Preisträger des Österreichischen Filmpreises 2019

Die Verleihung des 9. Österreichischen Filmpreises fand am 30. Januar 2019 statt.
- Bester Spielfilm: Murer – Anatomie eines Prozesses von Christian Frosch
- Beste Regie: Wolfgang Fischer für Styx
- Bester Darsteller: Laurence Rupp für Cops
- Beste Darstellerin: Ingrid Burkhard für Die Einsiedler
- Bester Dokumentarfilm: Waldheims Walzer von Ruth Beckermann
- Bester Kurzfilm: Entschuldigung, ich suche den Tischtennisraum und meine Freundin von Bernhard Wenger
- Bestes Drehbuch: Wolfgang Fischer und Ika Künzel für Styx

Vollständige Liste der Preisträger

### Berlinale
Die 69. Internationalen Filmfestspiele Berlin fanden vom 7. bis zum 17. Februar 2019 statt.
- Goldener Bär: Synonymes – Regie: Nadav Lapid
- Silberner Bär – Großer Preis der Jury: Gelobt sei Gott – Regie: François Ozon
- Silberner Bär – Beste Regie: Angela Schanelec für Ich war zuhause, aber…
- Silberner Bär – Beste Darstellerin: Yong Mei für Di jiu tian chang
- Silberner Bär – Bester Darsteller: Wang Jingchun für Di jiu tian chang
- Silberner Bär – Bestes Drehbuch: Maurizio Braucci, Claudio Giovannesi und Roberto Saviano für Paranza – Der Clan der Kinder (La paranza dei bambini)

Vollständige Liste der Preisträger

### British Academy Film Award
Die 72. BAFTA-Award-Verleihung fand am 10. Februar 2019 statt.
- Bester Film: Roma – Alfonso Cuarón und Gabriela Rodríguez
- Bester britischer Film: The Favourite – Intrigen und Irrsinn (The Favourite) – Giorgos Lanthimos, Ceci Dempsey, Ed Guiney, Lee Magiday, Deborah Davis und Tony McNamara
- Beste Regie: Alfonso Cuarón – Roma
- Bester Hauptdarsteller: Rami Malek – Bohemian Rhapsody
- Beste Hauptdarstellerin: Olivia Colman – The Favourite – Intrigen und Irrsinn (The Favourite)

Vollständige Liste der Preisträger

### César
Die 44. Verleihung des César fand am 22. Februar 2019 statt.
- Bester Film: Nach dem Urteil (Regie: Xavier Legrand)
- Beste Regie: Jacques Audiard für The Sisters Brothers
- Bester Hauptdarsteller: Alex Lutz für Guy
- Beste Hauptdarstellerin: Léa Drucker für Nach dem Urteil
- Bestes Originaldrehbuch: Xavier Legrand für Nach dem Urteil
- Bester fremdsprachiger Film: Shoplifters – Familienbande (Regie: Hirokazu Kore-eda)

Vollständige Liste der Preisträger

### Goldene Himbeere
Die Preisträger der Goldenen Himbeere 2019 wurden am 23. Februar 2019 bekanntgegeben.
- Schlechtester Film: Holmes & Watson
- Schlechteste Regie: Etan Cohen für Holmes & Watson
- Schlechtester Darsteller: Donald Trump in Death of a Nation und Fahrenheit 11/9 als er selbst
- Schlechteste Darstellerin: Melissa McCarthy in The Happytime Murders als Detective Connie Edwards und How to Party with Mom als Deanna Miles
- Schlechtester Nebendarsteller: John C. Reilly in Holmes & Watson als Dr. John Watson
- Schlechteste Nebendarstellerin: Kellyanne Conway in Fahrenheit 11/9 als sie selbst

Vollständige Liste der Preisträger

### Oscar
Die 91. Verleihung der Oscars fand am 24. Februar 2019 statt
- Bester Film: Green Book – Eine besondere Freundschaft – Jim Burke, Charles B. Wessler, Brian Currie, Peter Farrelly und Nick Vallelonga
- Beste Regie: Alfonso Cuarón – Roma
- Bester Hauptdarsteller: Rami Malek – Bohemian Rhapsody
- Beste Hauptdarstellerin: Olivia Colman – The Favourite – Intrigen und Irrsinn
- Bester Nebendarsteller: Mahershala Ali – Green Book – Eine besondere Freundschaft
- Beste Nebendarstellerin: Regina King – If Beale Street Could Talk
- Bester fremdsprachiger Film: Roma, Regie: Alfonso Cuarón

Vollständige Liste der Preisträger

### Deutscher Filmpreis
Die 69. Verleihung des Deutschen Filmpreises Lola fand am 3. Mai 2019 statt.
- Bester Spielfilm:

Filmpreis in Gold: Gundermann (Regie: Andreas Dresen)
Filmpreis in Silber: Styx (Regie: Wolfgang Fischer)
Filmpreis in Bronze: Der Junge muss an die frische Luft (Regie: Caroline Link)
- Beste Regie: Andreas Dresen für Gundermann
- Bestes Drehbuch: Laila Stieler für Gundermann
- Bester Hauptdarsteller: Alexander Scheer in Gundermann
- Beste Hauptdarstellerin: Susanne Wolff in Styx

Vollständige Liste der Preisträger

### Cannes
Die 72. Internationalen Filmfestspiele von Cannes fanden vom 14. bis 25. Mai 2019 statt.
- Goldene Palme für den besten Film: Parasite – Regie: Bong Joon-ho
- Großer Preis der Jury: Atlantique – Regie: Mati Diop
- Beste Regie: Jean-Pierre Dardenne, Luc Dardenne (Young Ahmed)
- Bester Darsteller: Antonio Banderas (Leid und Herrlichkeit)
- Beste Darstellerin: Emily Beecham (Little Joe – Glück ist ein Geschäft)
- Bestes Drehbuch: Céline Sciamma (Porträt einer jungen Frau in Flammen)

### Venedig
Die 76. Internationalen Filmfestspiele von Venedig fanden vom 28. August bis zum 7. September 2018 statt.
- Goldener Löwe als Ehrenpreis für ein Lebenswerk: Julie Andrews und Pedro Almodóvar
- Goldener Löwe: Joker  – Regie: Todd Phillips
- Silberner Löwe – Großer Preis der Jury: Intrige – Regie: Roman Polański
- Silberner Löwe – Beste Regie: Roy Andersson (Über die Unendlichkeit)
- Coppa Volpi – Bester Darsteller: Luca Marinelli (Martin Eden)
- Coppa Volpi – Beste Darstellerin: Ariane Ascaride (Gloria Mundi – Rückkehr nach Marseille)
- Bestes Drehbuch: Yonfan (Ji Yuan Tai Qi Hao (No.7 Cherry Lane))
- Spezialpreis der Jury: La mafia non è più quella di una volta – Regie: Franco Maresco
- Marcello-Mastroianni-Preis: Toby Wallace (Milla Meets Moses)

Liste der Wettbewerbsbeiträge

### Student Academy Awards
Die Preisträger der Student Academy Awards wurden im September 2019 bekanntgegeben.
- Bester internationaler Animationsfilm: Daughter von Daria Kashcheeva, Tschechische Republik
- Bester internationaler Dokumentarfilm: FAMILY von Yifan Sun, Polen
- Bester internationaler Spielfilm, Gold: Bonobo von Zoel Aeschbacher, Schweiz
- Bester internationaler Spielfilm, Silber: Dog Eat Dog von Rikke Gregersen, Norwegen
- Bester internationaler Spielfilm, Bronze: November 1st von Charlie Manton, Großbritannien

Vollständige Liste der Preisträger

### Europäischer Filmpreis
Der 32. Europäische Filmpreis wurde am 7. Dezember 2019 in Berlin verliehen.
- Bester europäischer Film: The Favourite – Intrigen und Irrsinn – Regie: Giorgos Lanthimos
- Beste europäische Komödie: The Favourite – Intrigen und Irrsinn – Regie: Giorgos Lanthimos
- Publikumspreis: Cold War – Der Breitengrad der Liebe – Regie: Paweł Pawlikowski
- Beste Regie: Giorgos Lanthimos für The Favourite – Intrigen und Irrsinn
- Bester Darsteller: Antonio Banderas in Leid und Herrlichkeit
- Beste Darstellerin: Olivia Colman in The Favourite – Intrigen und Irrsinn

Vollständige Liste der Preisträger

### Weitere Filmpreise und Auszeichnungen
- Critics’ Choice Movie Award: Bester Film: Roma; Beste Regie: Alfonso Cuarón für Roma; Bester Hauptdarsteller: Christian Bale in Vice – Der zweite Mann; Beste Hauptdarstellerinnen: Glenn Close in Die Frau des Nobelpreisträgers und Lady Gaga in A Star Is Born… mehr
- Filmfest München: Hauptpreis im CineMasters-Wettbewerb: Bacurau von Kleber Mendonça Filho und Juliano Dornelles; FIPRESCI-Preis: Lara von Jan-Ole Gerster; CineVision Award: Canción sin nombre von Melina León[9]
- Filmfestival Max Ophüls Preis: Max-Ophüls-Preis: Das melancholische Mädchen von Susanne Heinrich; Preis der Jugendjury und bester Schauspielnachwuchs (Simon Frühwirth) für Nevrland von Gregor Schmidinger; Preis für den gesellschaftlich relevanten Film und bester Schauspielnachwuchs (Joy Alphonsus) für Joy von Sudabeh Mortezai; Publikumspreis Spielfilm: Kaviar von Elena Tikhonova
- Internationales Filmfestival Karlovy Vary: Kristallglobus: The Father / Bashtata von Kristina Grosewa und Petar Waltschanow; Spezialpreis der Jury: Lara; Preis der Ökumenischen Jury: Jan-Ole Gerster für Lara; Beste Regie: Tim Mielants für De Patrick; Beste Schauspielerin: Corinna Harfouch in Lara; Bester Schauspieler: Milan Ondrík in Let There Be Light[10]
- Locarno Film Festival: Goldener Leopard: Vitalina Varela; Spezialpreis der Jury: Pa-Go (Height of the Wave)[11]
- Festival Internacional de Cine de San Sebastián: Goldene Muschel: Paxton Winters für Pacificado / Pacified; Silbernen Muschel als Beste Schauspielerin: Nina Hoss in Das Vorspiel; Silbernen Muschel als Bester Schauspieler: Bukassa Kabengele in Pacificado / Pacified; Publikumspreis als Bester europäischer Film: Sorry We Missed You (Ken Loach); Special Jury Prize: Alice Winocour für Proxima – Die Astronautin; Gewinner in der Sektion Zabaltegi-Tabakalera: Ich war zuhause, aber…[12]
- Toronto International Film Festival: People’s Choice Award: Jojo Rabbit von Taika Waititi; People’s Choice Award first runner-up: Marriage Story von Noah Baumbach; People’s Choice Award second runner-up: Parasite von Bong Joon-ho; Publikumspreis in der Sektion Midnight Madness: Der Schacht von Galder Gaztelu-Urrutia; International Platform Award: Martin Eden von Pietro Marcello
- Tribeca Film Festival: Founders Award for Best Narrative Feature: Burning Cane (Phillip Youmans): Bester Schauspieler – U.S. Narrative Feature Film: Wendell Pierce in Burning Cane; Beste Kamera – U.S. Narrative Feature Film: Phillip Youmans für Burning Cane; Publikumspreis Bester Spielfilm: Plus One (Jeff Chan und Andrew Rhymer); Publikumspreis Bester Dokumentarfilm: Gay Chorus Deep South (David Charles Rodrigue); Bester internationaler Spielfilm: House of Hummingbird (Kim Bora)

### Termine
- Critics’ Choice Movie Awards: 13. Januar 2019
- Producers Guild of America Award: 19. Januar 2019
- Screen Actors Guild Awards: 27. Januar 2019
- Directors Guild of America Awards: 2. Februar 2019
- Goya: 2. Februar 2019
- Grammy Awards: 10. Februar 2019
- Satellite Awards: 17. Februar 2019
- Independent Spirit Awards: 23. Februar 2019
- Deutscher Hörfilmpreis: 19. März 2019
- Filmfestival Diagonale: 19. bis 24. März 2019
- Schweizer Filmpreis: 22. März 2019
- Polnischer Filmpreis: 25. März 2019
- Goldene Kamera: 30. März 2019
- Grimme-Preis: 5. April 2019
- Romyverleihung: 13. April 2019
- International Istanbul Film Festival: 5. bis 17. April 2019
- goEast – Festival des mittel- und osteuropäischen Films: 10. bis 16. April 2019
- Internationales Filmfestival Moskau: 18. bis 25. April 2019
- Tribeca Film Festival: 24. April bis 5. Mai 2019
- Filmkunstfest Mecklenburg-Vorpommern: 30. April bis 5. Mai 2019
- Internationales Trickfilm-Festival Stuttgart: 30. April bis 5. Mai 2019
- Internationale Kurzfilmtage Oberhausen: 1. bis 6. Mai 2019
- New Faces Award Film: 2. Mai 2019
- Deutscher Filmpreis: 3. Mai 2019
- Neiße Filmfestival: 7. bis 12. Mai 2019
- DOK.fest München: 8. bis 19. Mai 2019
- Japan-Filmfest Hamburg: 22. bis 26. Mai 2019
- Bayerischer Fernsehpreis: 24. Mai 2019
- Vienna Shorts: 28. Mai bis 2. Juni 2019
- Nippon Connection: 28. Mai bis 2. Juni 2019
- Internationales Filmfest Emden-Norderney: 12. bis 19. Juni 2019
- MTV Movie & TV Awards: 17. Juni 2019
- Edinburgh International Film Festival: 19. bis 30. Juni 2019
- Filmfest München: 27. Juni bis 6. Juli 2019
- Internationales Filmfestival Karlovy Vary: 28. Juni bis 6. Juli 2019
- Film Festival auf dem Wiener Rathausplatz: 29. Juni bis 1. September 2019
- Neuchâtel International Fantastic Film Festival: 5. bis 13. Juli 2019
- Indisches Filmfestival Stuttgart: 17. bis 21. Juli 2019
- OpenEyes Filmfest Marburg: 24. bis 28. Juli 2019
- Jerusalem Film Festival: 25. Juli bis 4. August 2019
- Melbourne International Film Festival: 1. bis 18. August 2019
- Alpinale: 6. bis 10. August
- Locarno Festival: 7. bis 17. August 2019
- Open Air Filmfest Weiterstadt: 8. bis 12. August 2019
- Teen Choice Awards: 11. August 2019
- Internationale Stummfilmtage: 15. bis 25. August 2019
- Lange Nacht der Filmfestivals: 18. August 2019
- Festival des deutschen Films: 21. August bis 8. September 2019
- Internationale Filmfestspiele von Venedig: 28. August bis 7. September 2019
- Fantasy Filmfest: 4. bis 29. September 2019
- Toronto International Film Festival: 5. bis 15. September 2019
- First Steps Award: 9. September 2019
- Internationales Filmfest Oldenburg: 11. bis 15. September 2019
- Deutscher Schauspielpreis: 13. September 2019
- Saturn-Award-Verleihung: 13. September 2019
- Filmkunstmesse Leipzig: 16. bis 20. September 2019
- Polnisches Filmfestival Gdynia: 16. bis 21. September 2019
- Festival Internacional de Cine de San Sebastián: 20. bis 28. September 2019
- Filmfest Hamburg: 26. September bis 5. Oktober 2019
- Filmfest Bremen: 19. bis 22. September 2019
- Primetime-Emmy-Verleihung: 22. September 2019
- Zurich Film Festival: 26. September bis 6. Oktober 2019
- Verleihung der Student Academy Awards: Oktober 2019
- London Film Festival: 2. bis 13. Oktober 2019
- Busan International Film Festival: 3. bis 12. Oktober 2019
- Internationales Filmfestival Warschau: 11. bis 20. Oktober 2019
- Internationale Hofer Filmtage: 22. bis 27. Oktober 2019
- Viennale: 24. Oktober bis 6. November 2019
- Biberacher Filmfestival: 29. Oktober bis 3. November 2019
- Internationales Filmfestival Thessaloniki: 31. Oktober bis 10. November 2019
- Internationales Filmfestival Mannheim-Heidelberg: 14. bis 24. November 2019
- Filmfestival der dunklen Nächte: 15. November bis 1. Dezember 2019
- British Independent Film Awards: 1. Dezember 2019
- Europäischer Filmpreis: 7. Dezember 2019

## 2019 Verstorbene

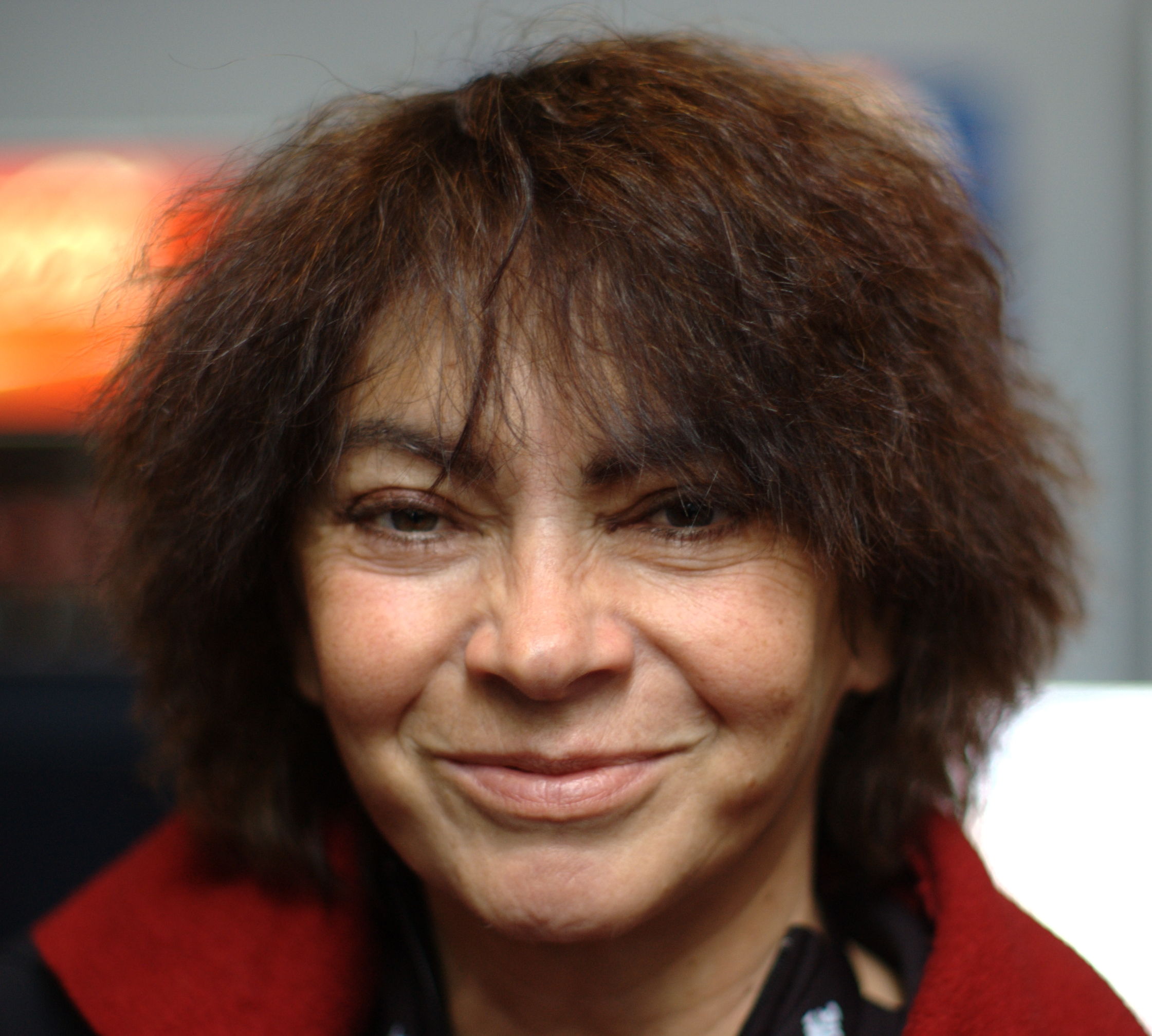
Jocelyne Saab (1948–2019)

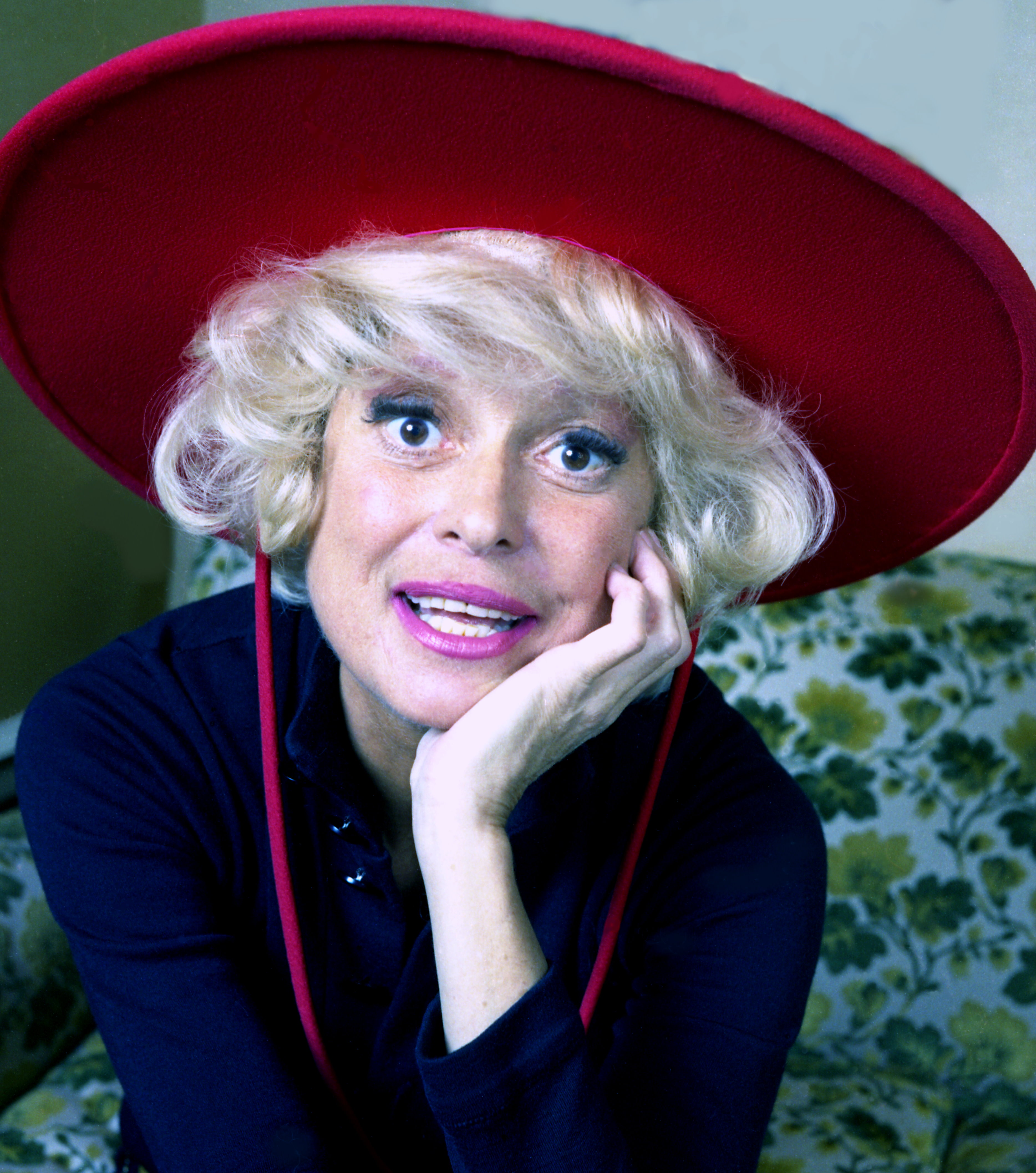
Carol Channing (1921–2019), Fotografie von Allan Warren

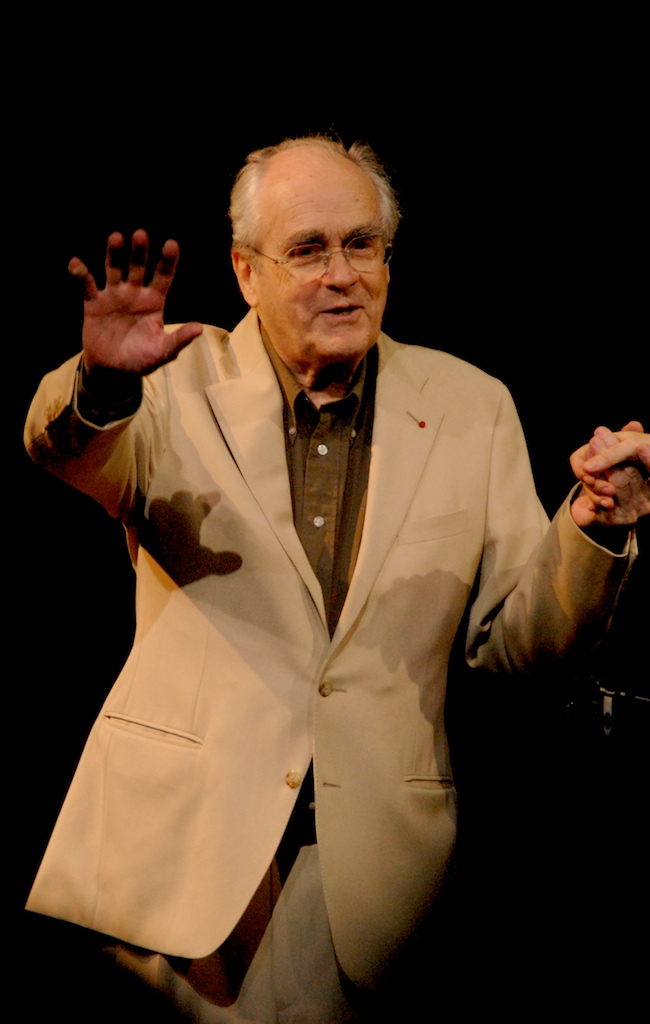
Michel Legrand (1932–2019)

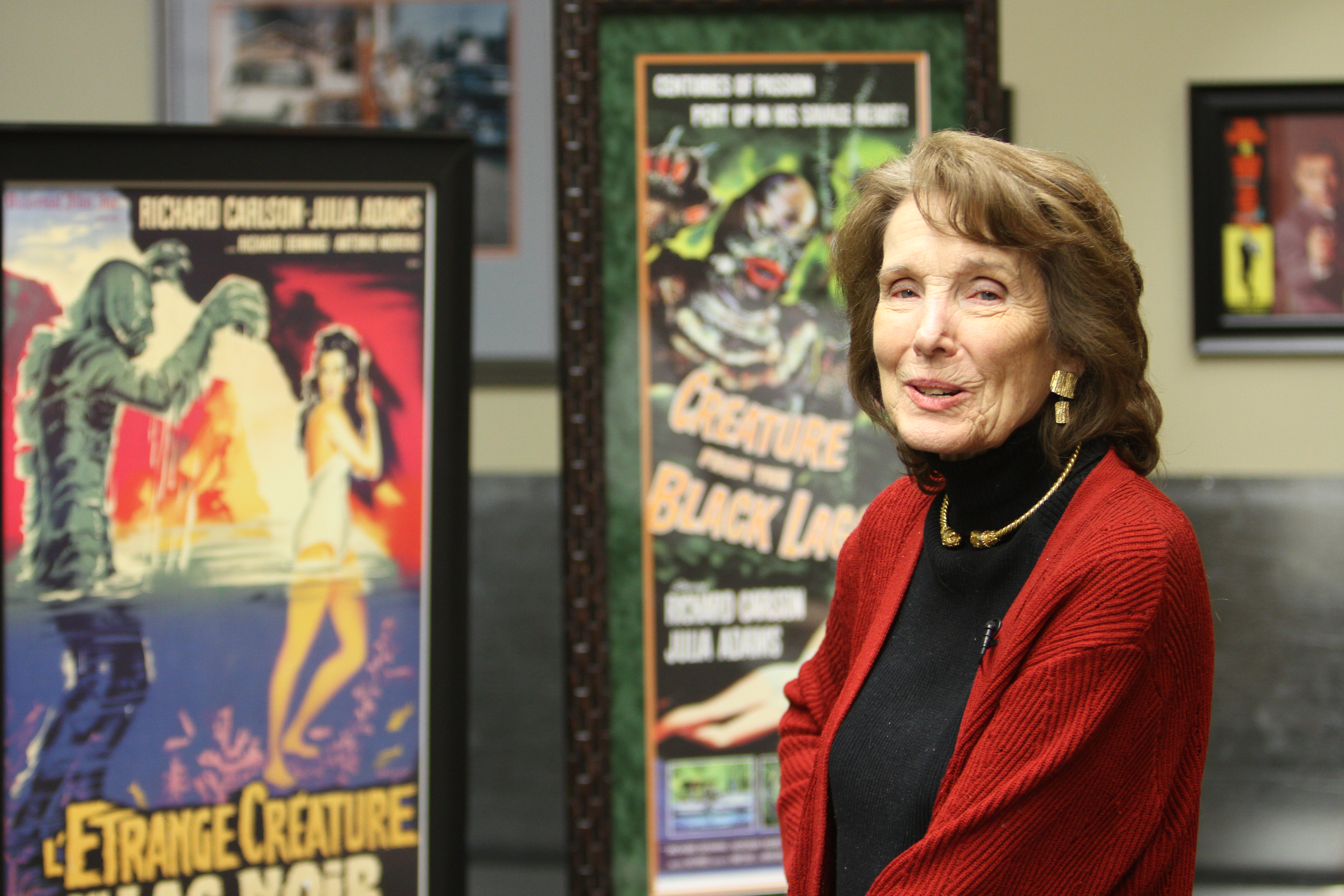
Julie Adams (1926–2019)

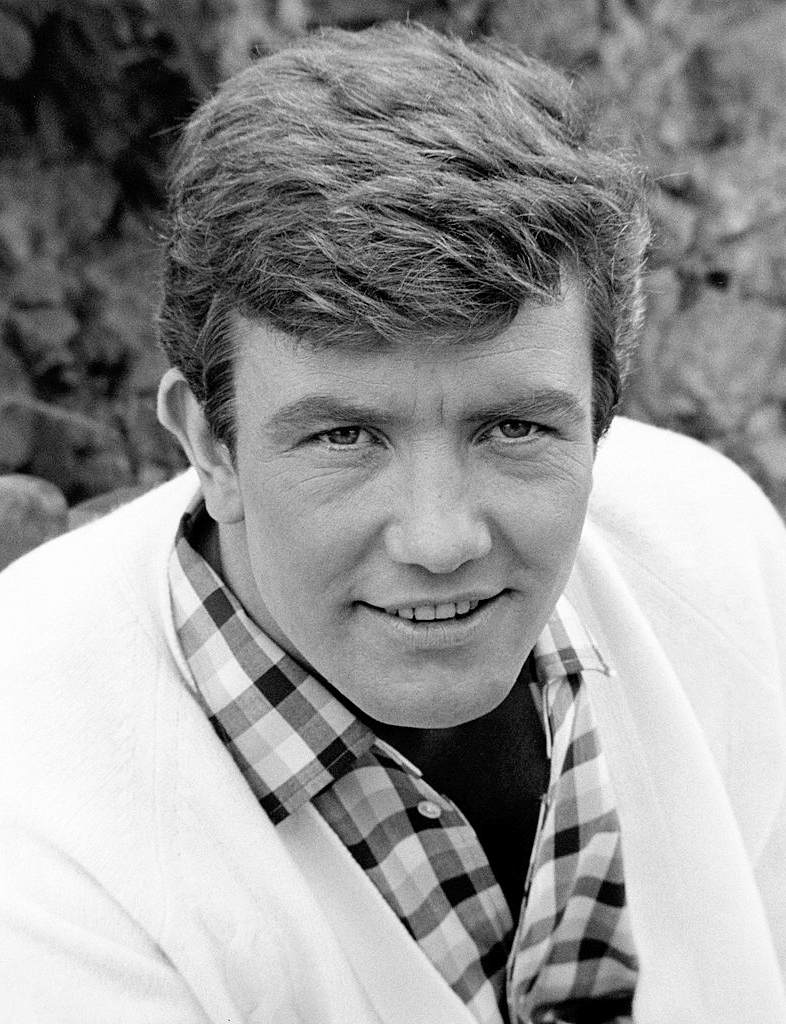
Albert Finney (1936–2019)

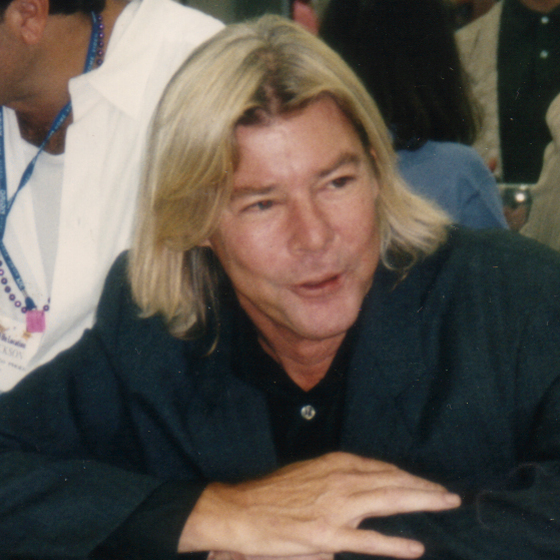
Jan-Michael Vincent (1945–2019)

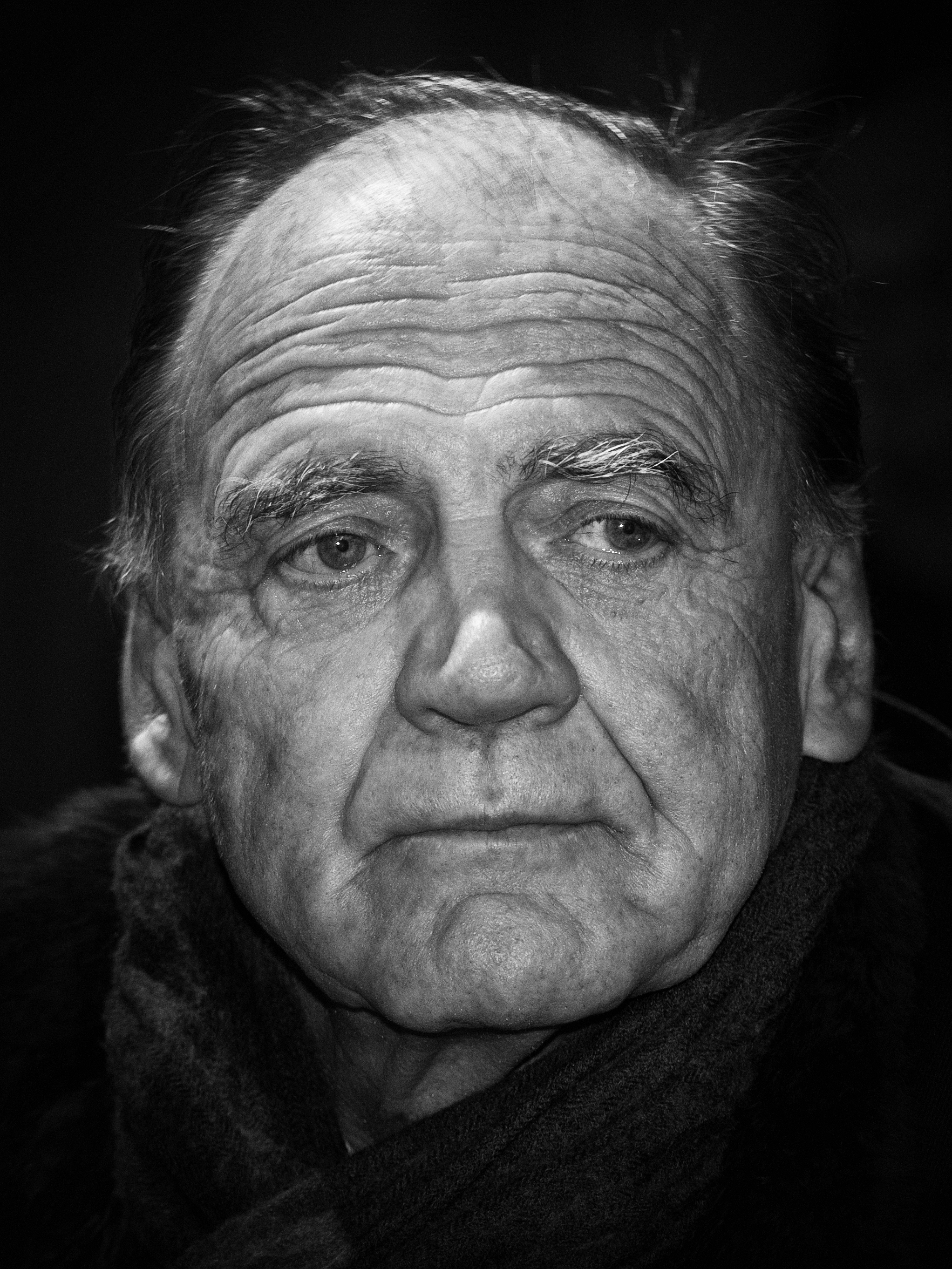
Bruno Ganz (1941–2019)

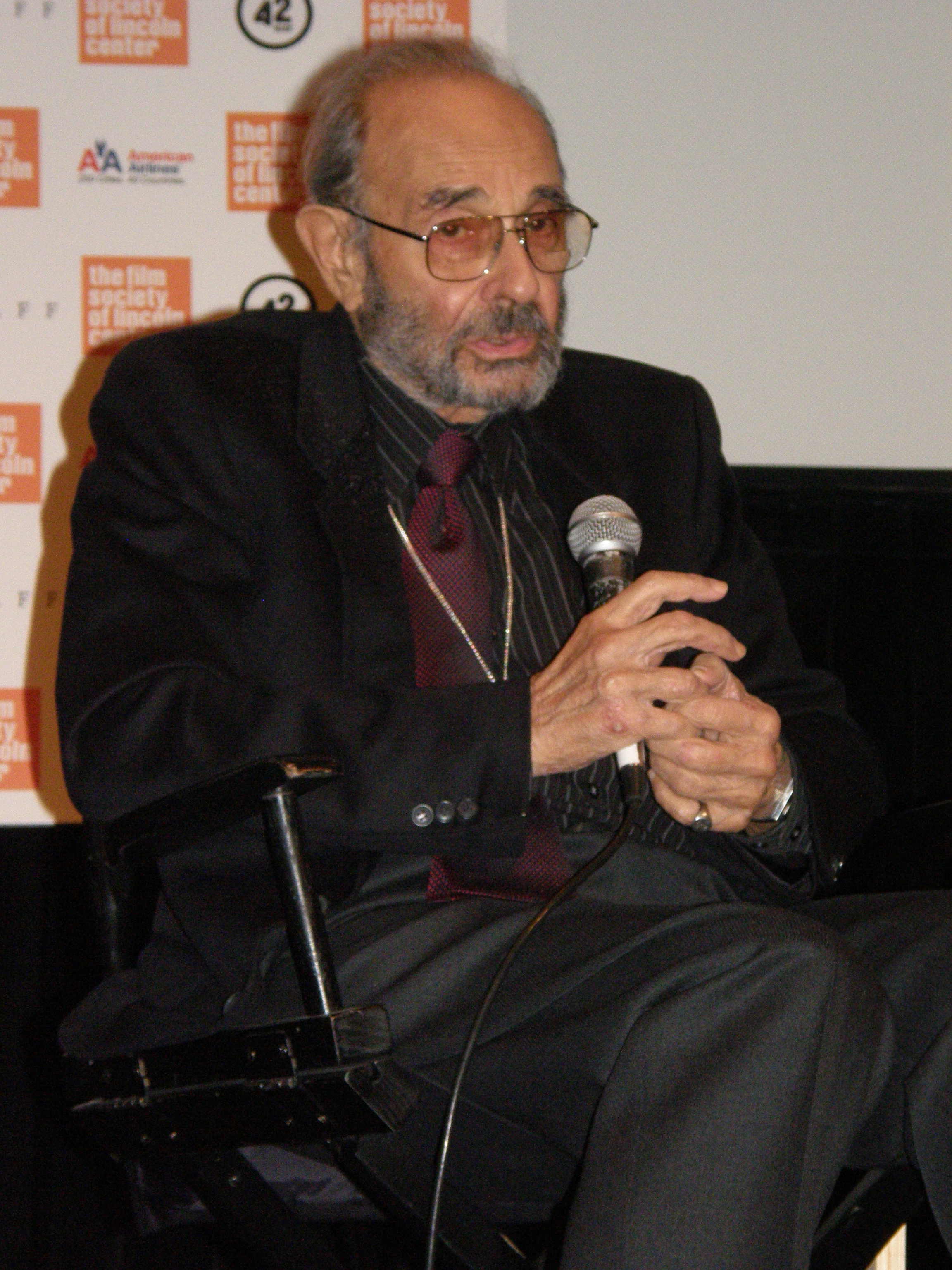
Stanley Donen (1924–2019)

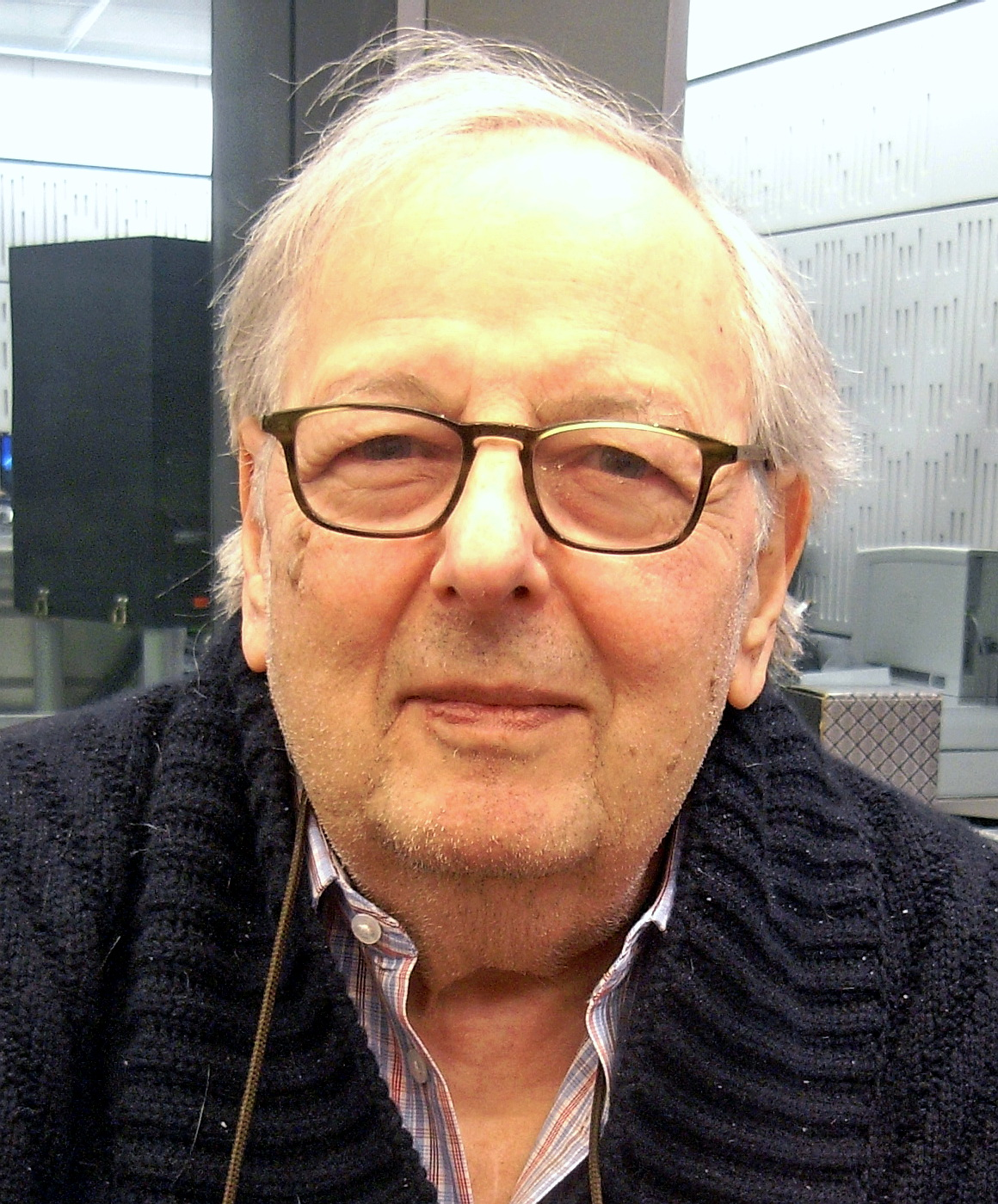
André Previn (1929–2019)

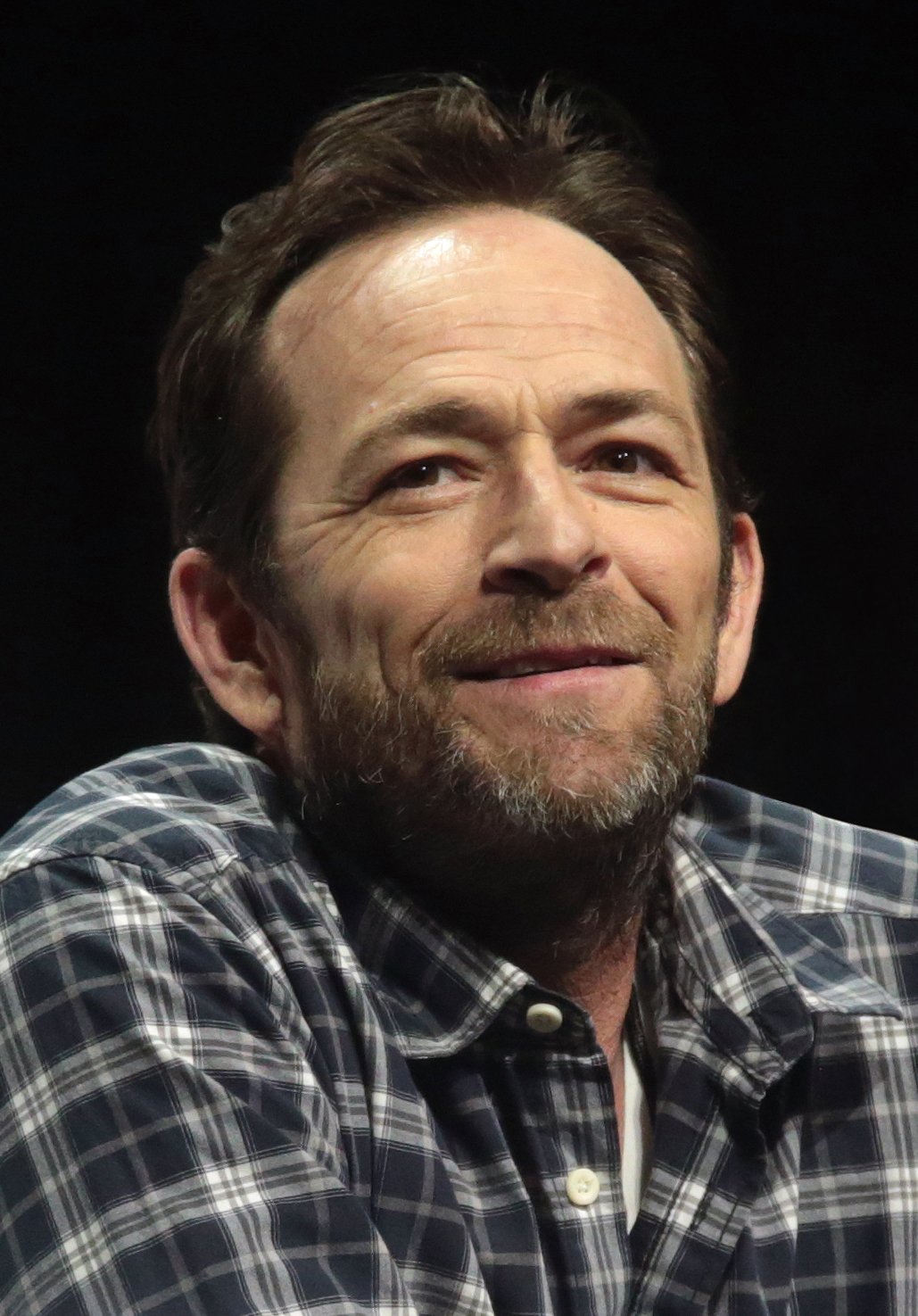
Luke Perry (1966–2019)

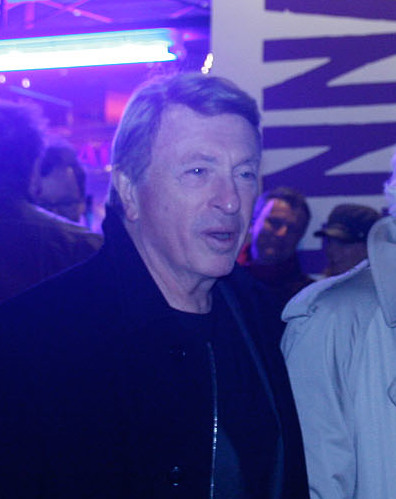
Larry Cohen (1941–2019)

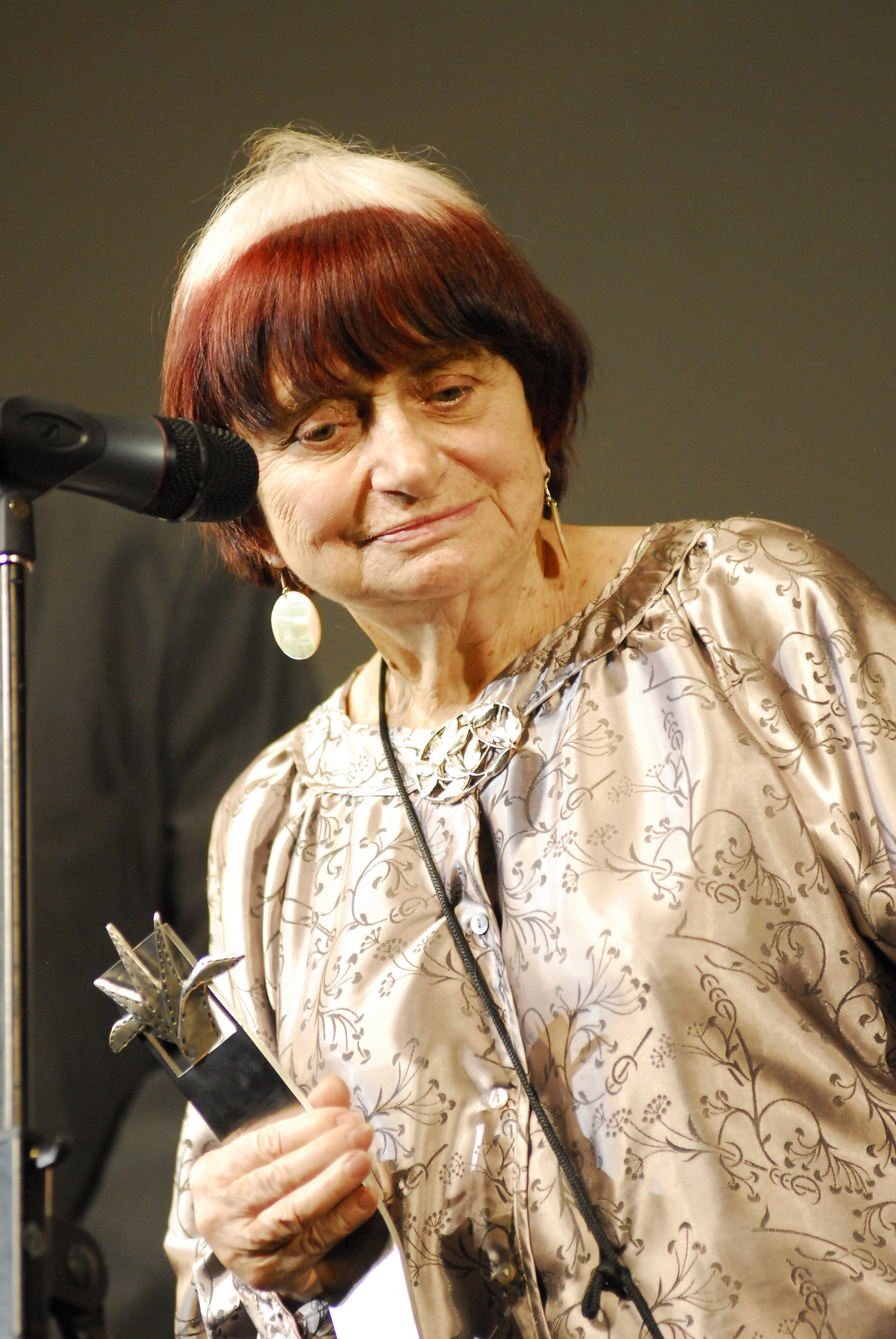
Agnès Varda (1928–2019)

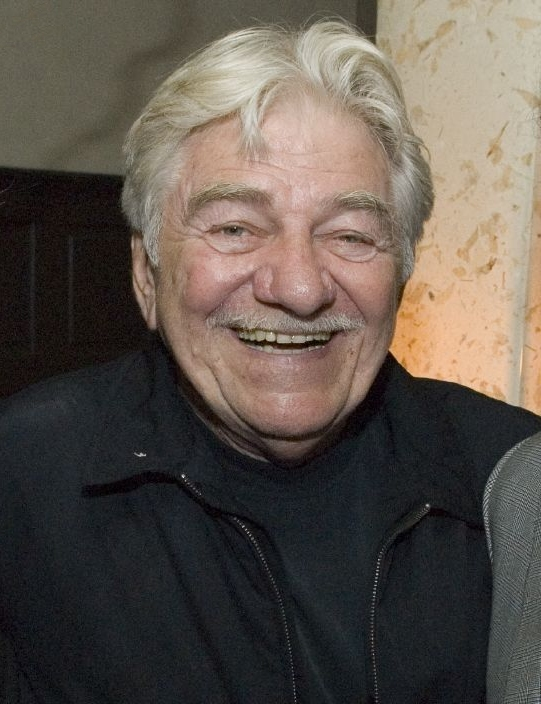
Seymour Cassel (1935–2019)

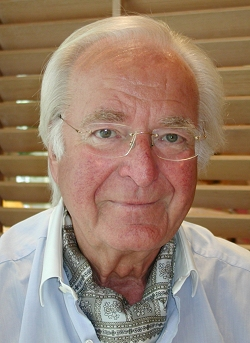
Martin Böttcher (1927–2019)

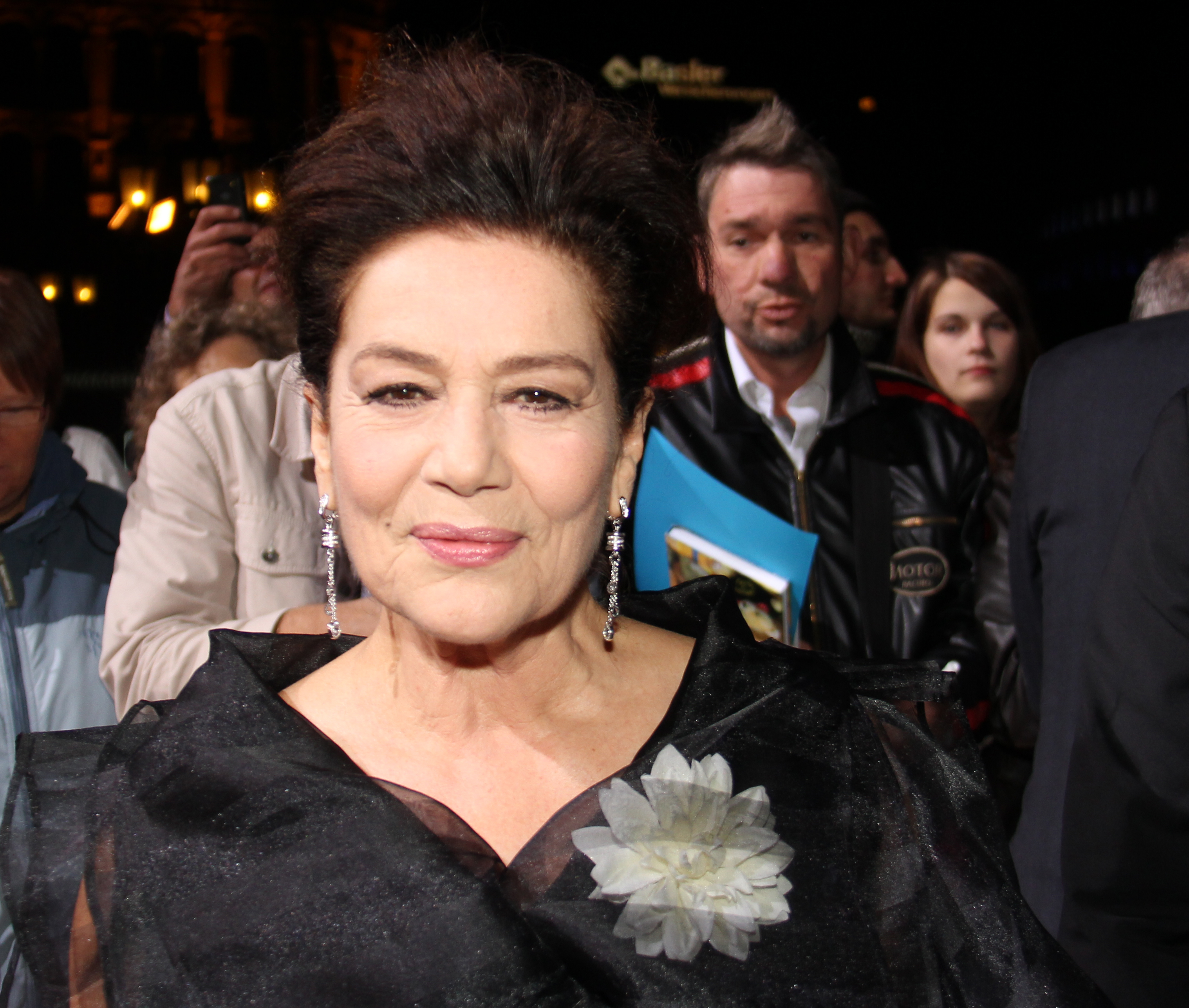
Hannelore Elsner (1942–2019)

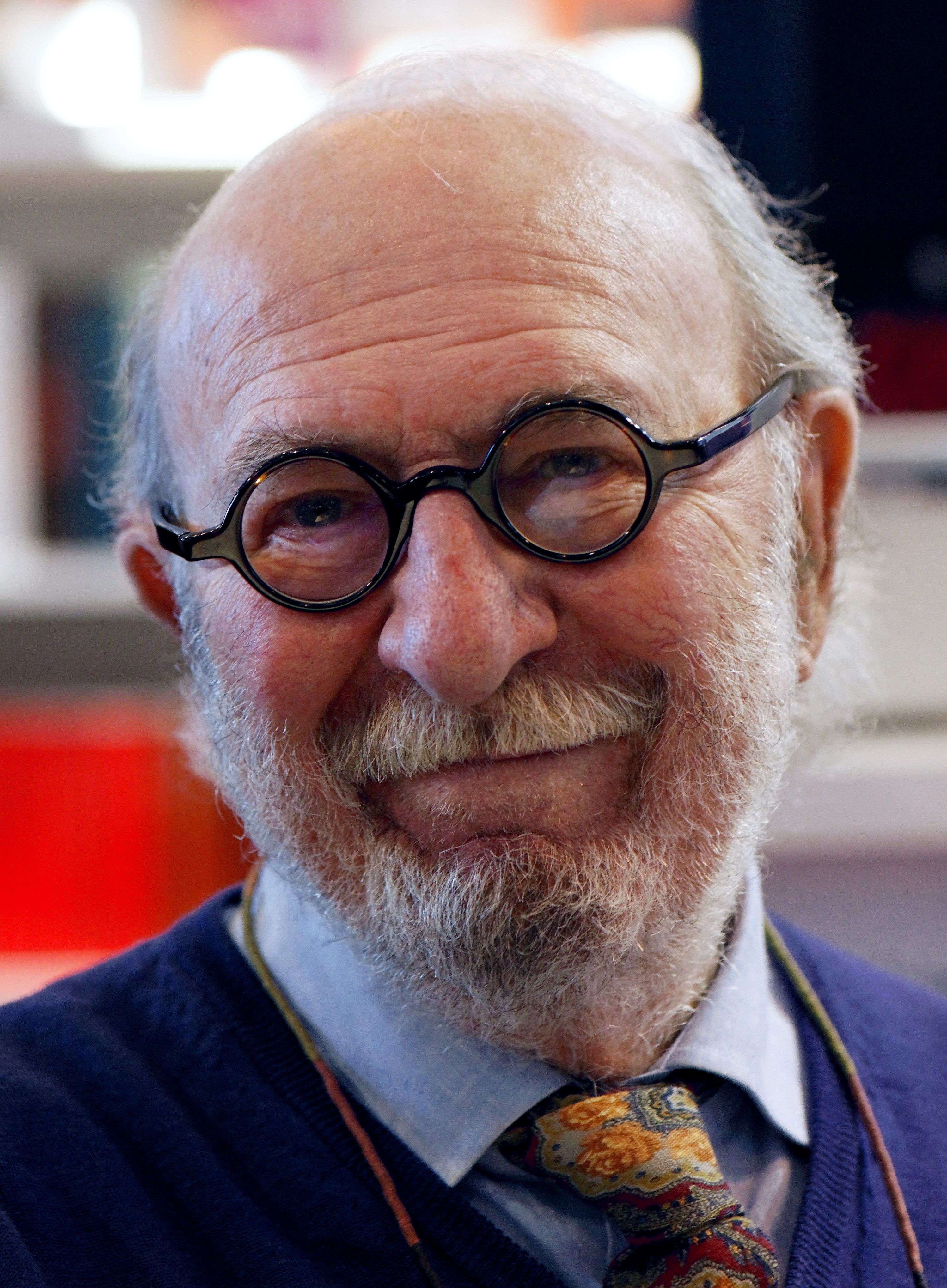
Jean-Pierre Marielle (1932–2019)

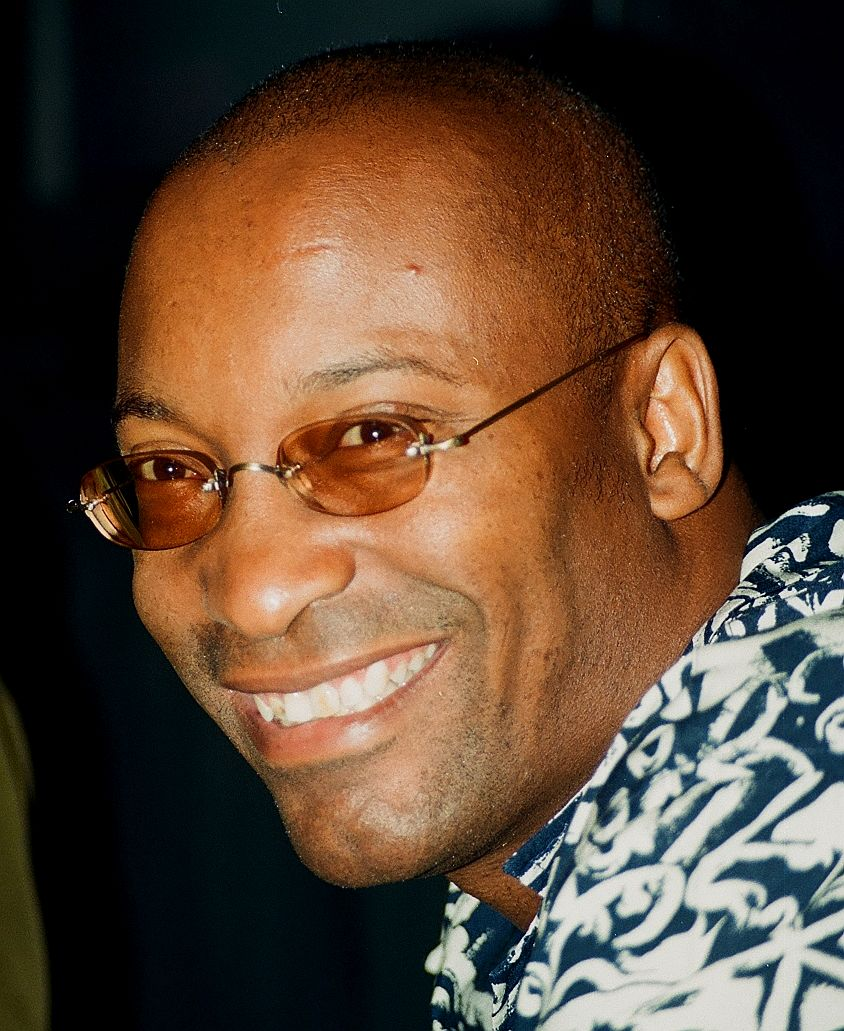
John Singleton (1968–2019)

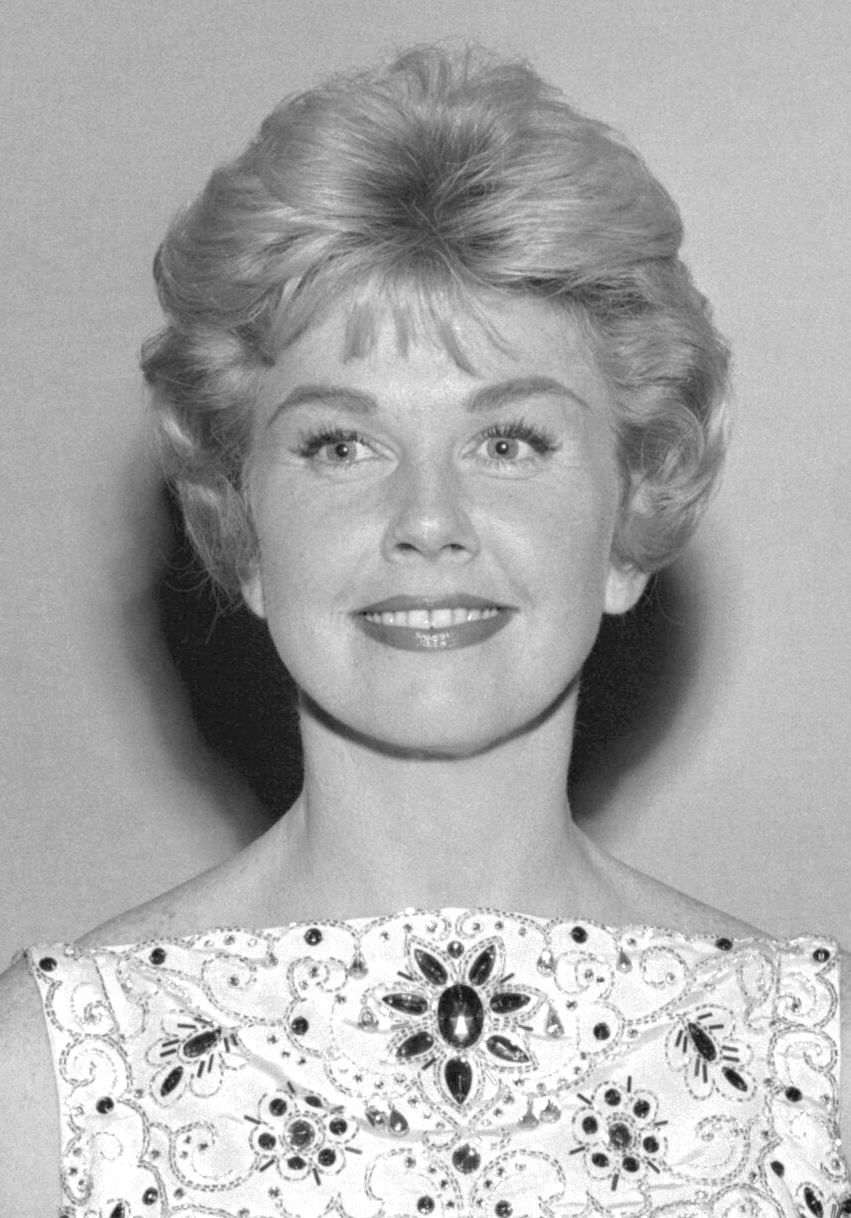
Doris Day (1922–2019)

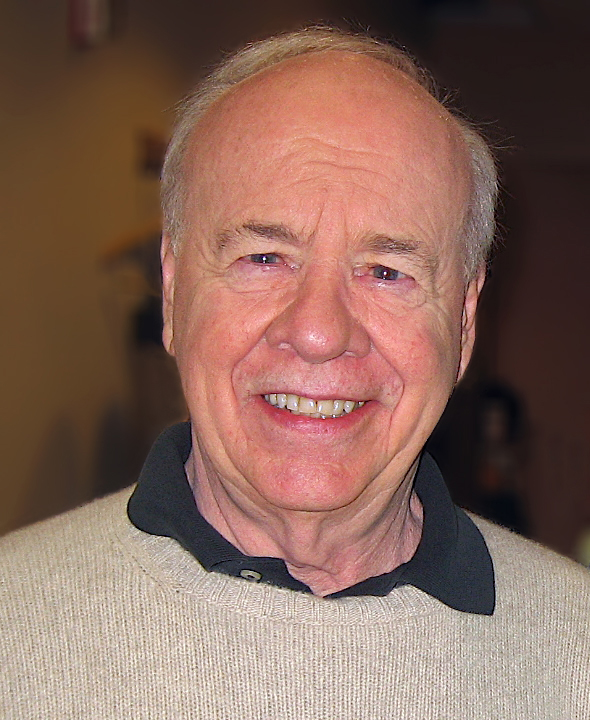
Tim Conway (1933–2019)

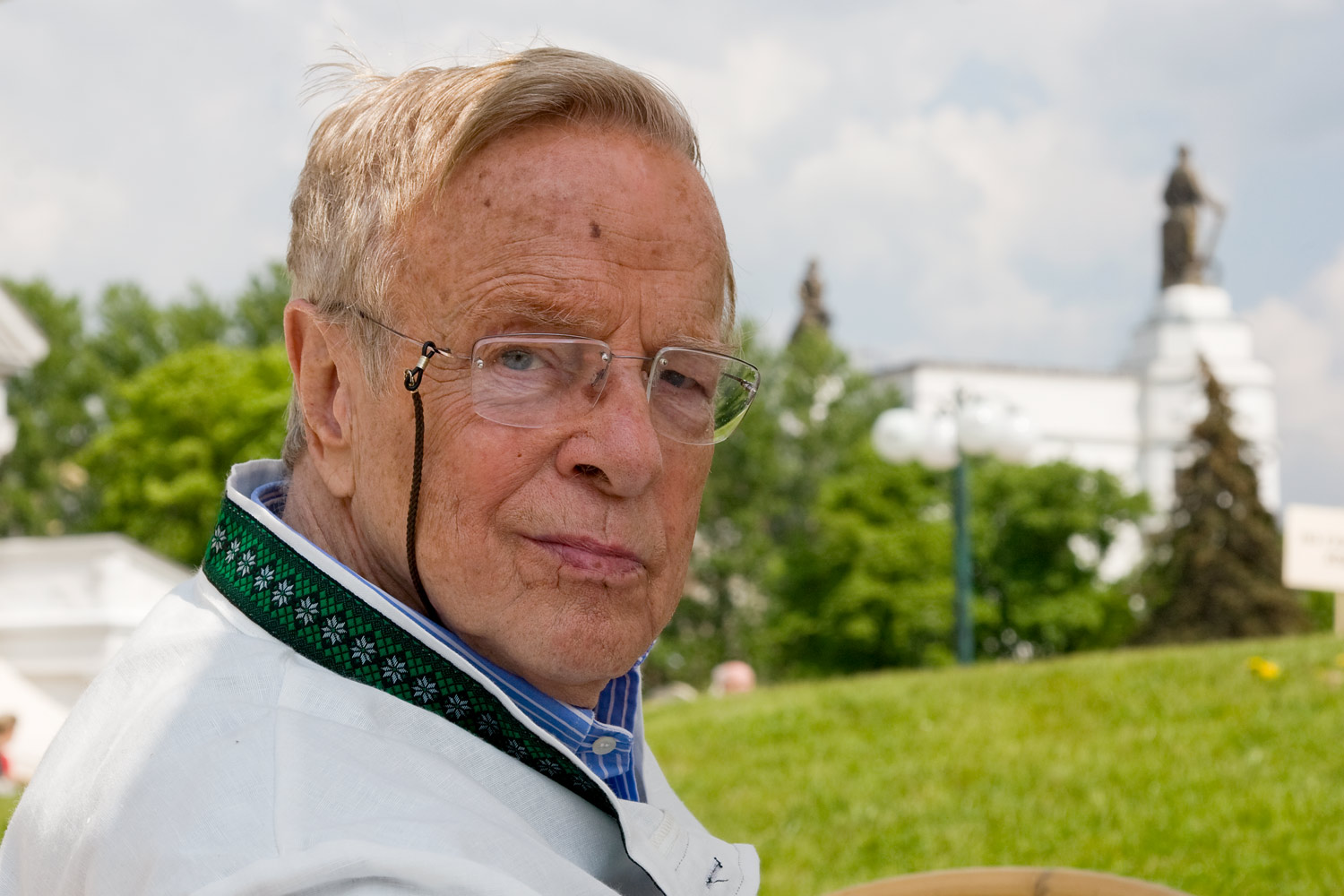
Franco Zeffirelli (1923–2019)

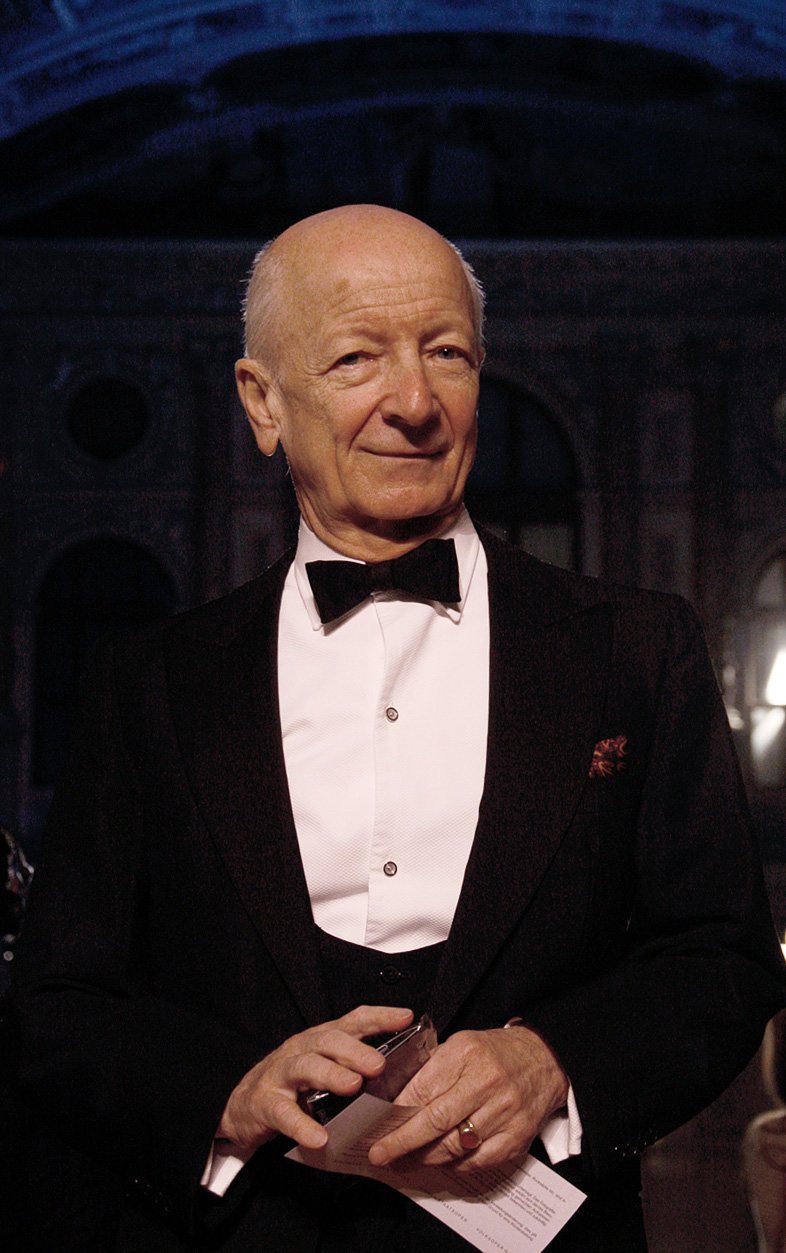
Peter Matić (1937–2019)

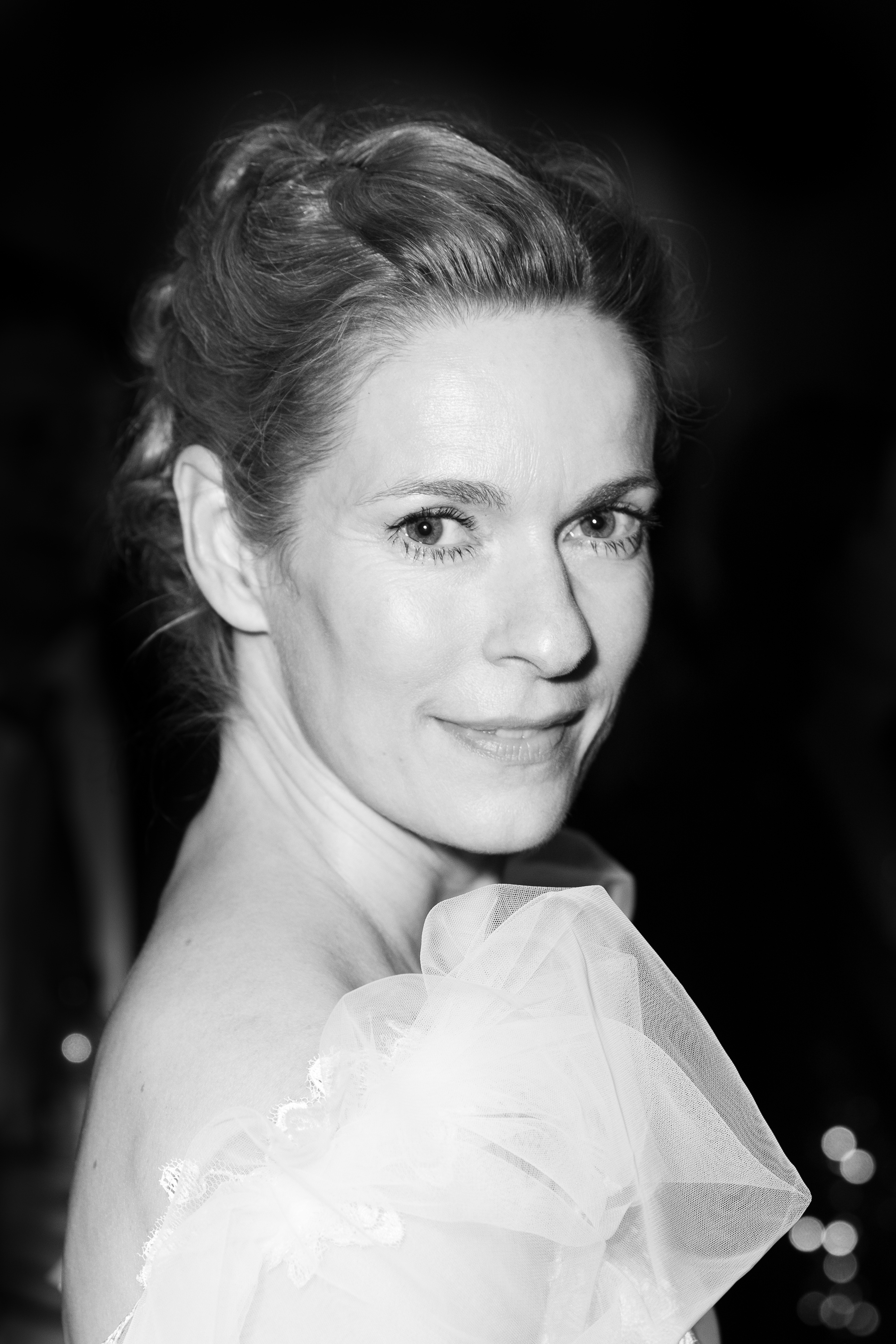
Lisa Martinek (1972–2019)

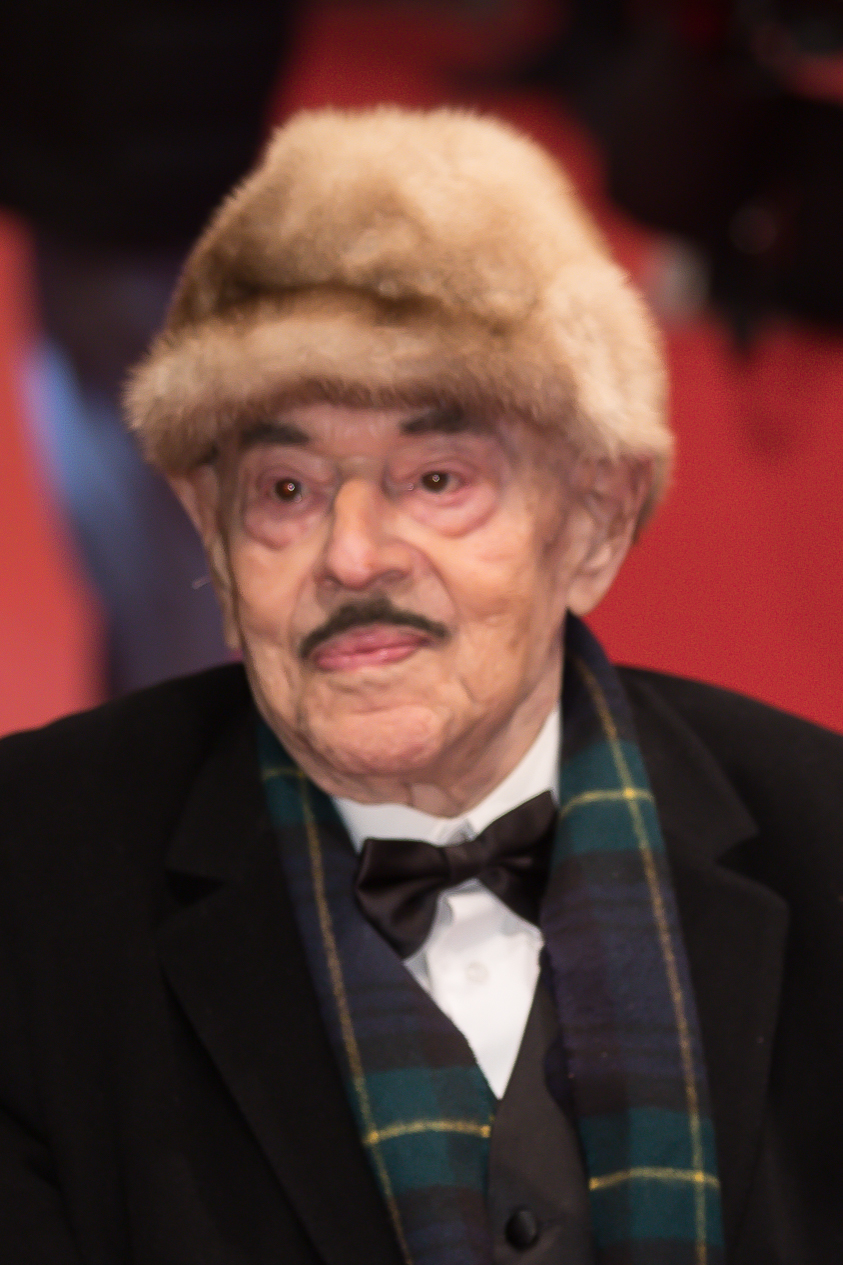
Artur Brauner (1918–2019)

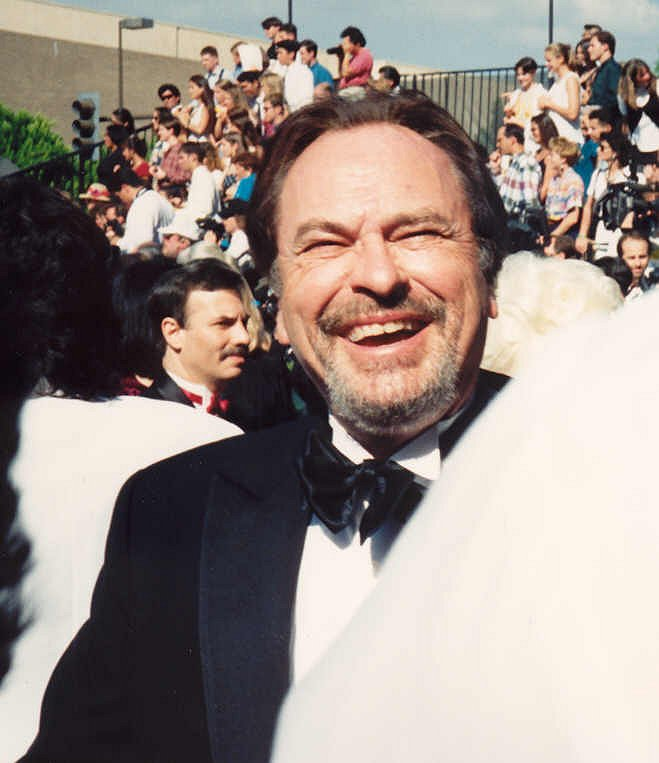
Rip Torn (1931–2019)

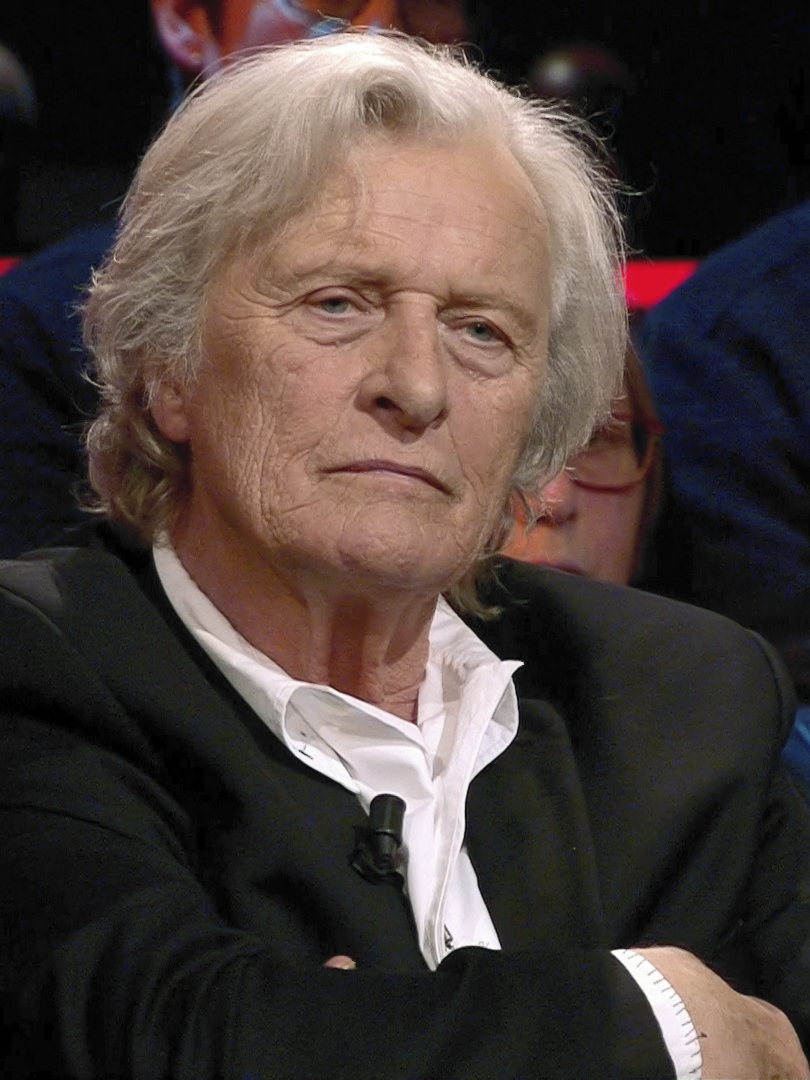
Rutger Hauer (1944–2019)

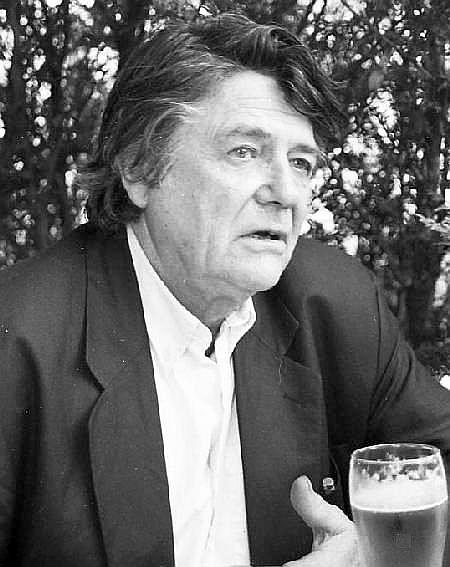
Jean-Pierre Mocky (1933–2019)

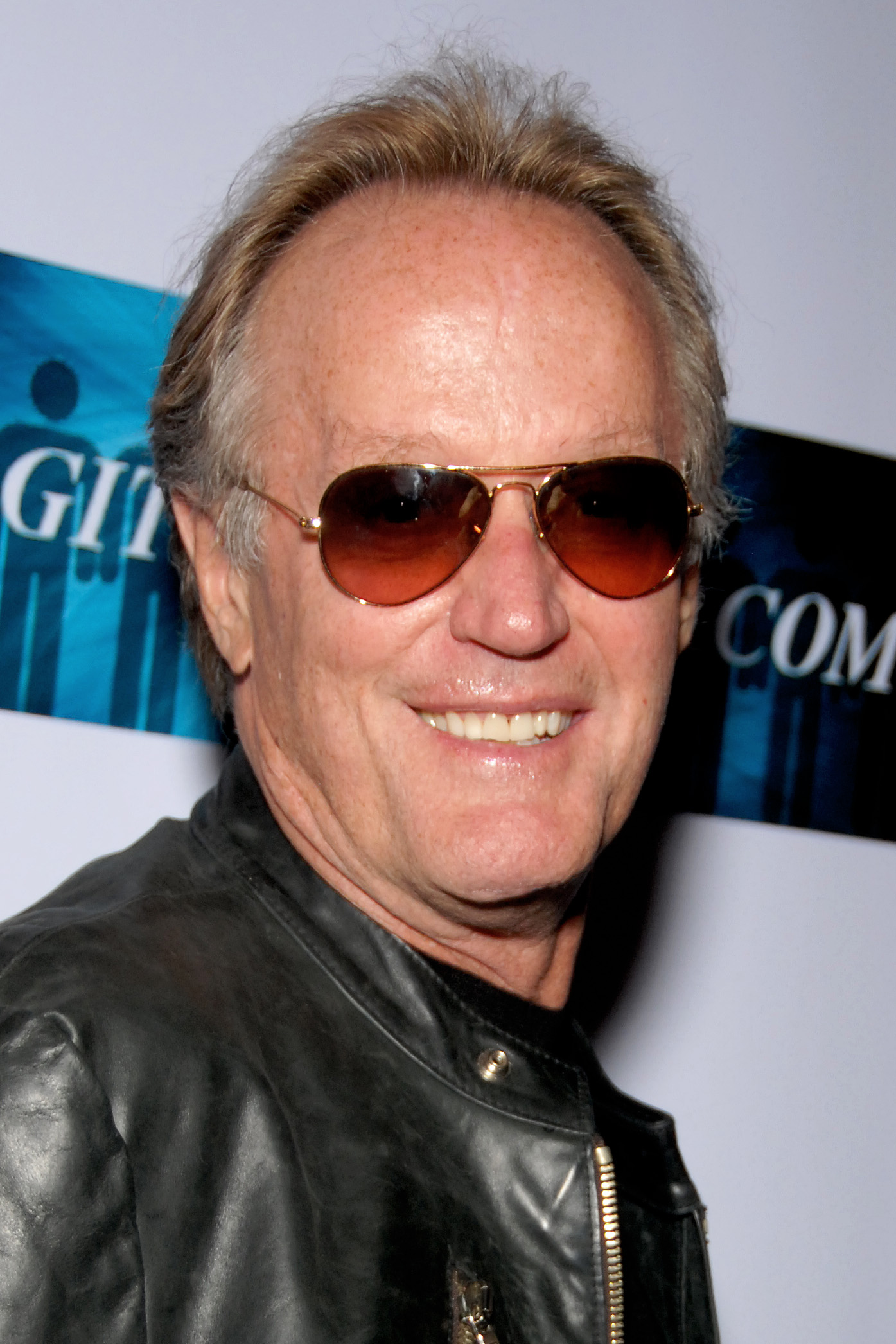
Peter Fonda (1940–2019)

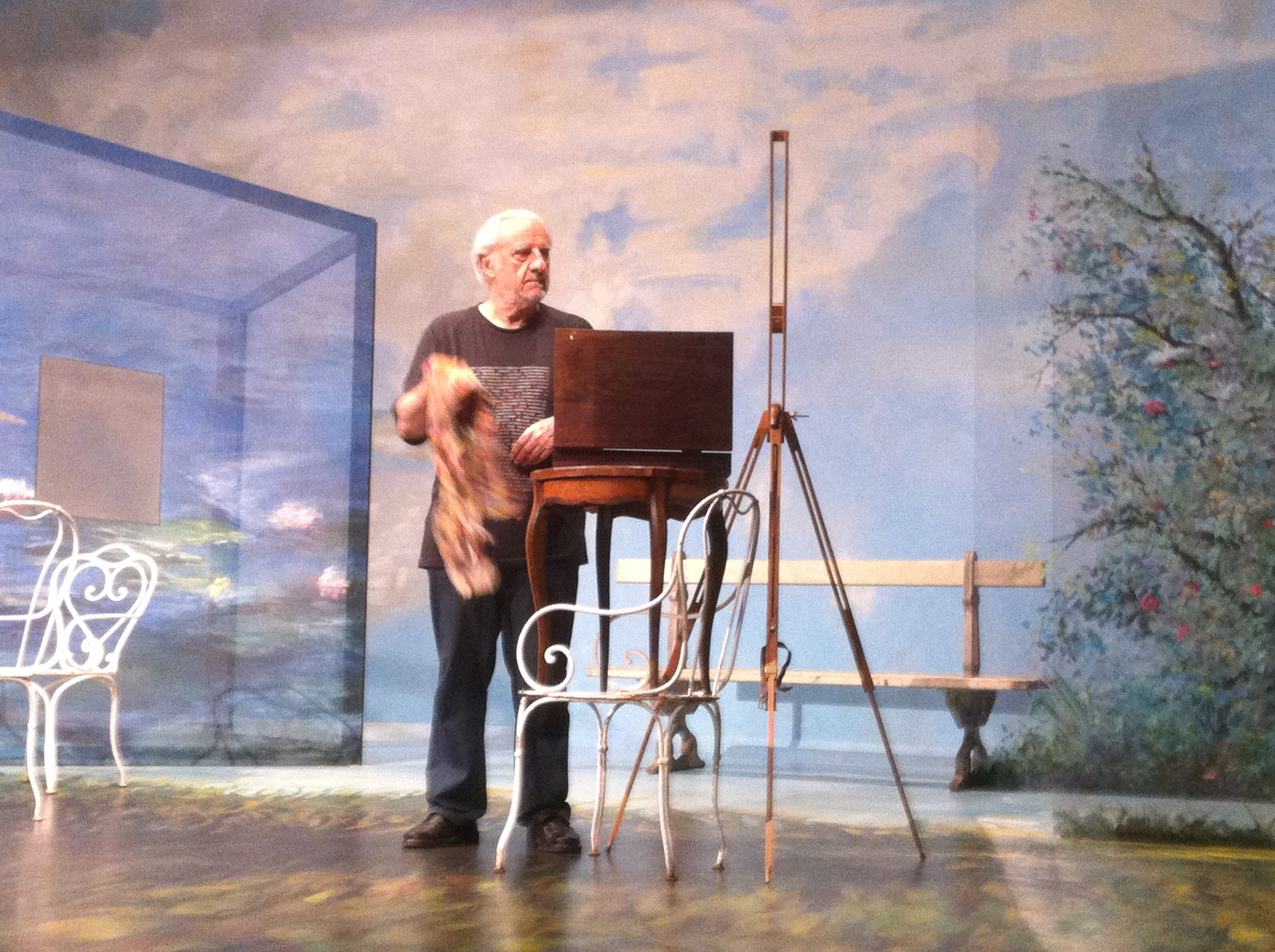
Michel Aumont (1936–2019)

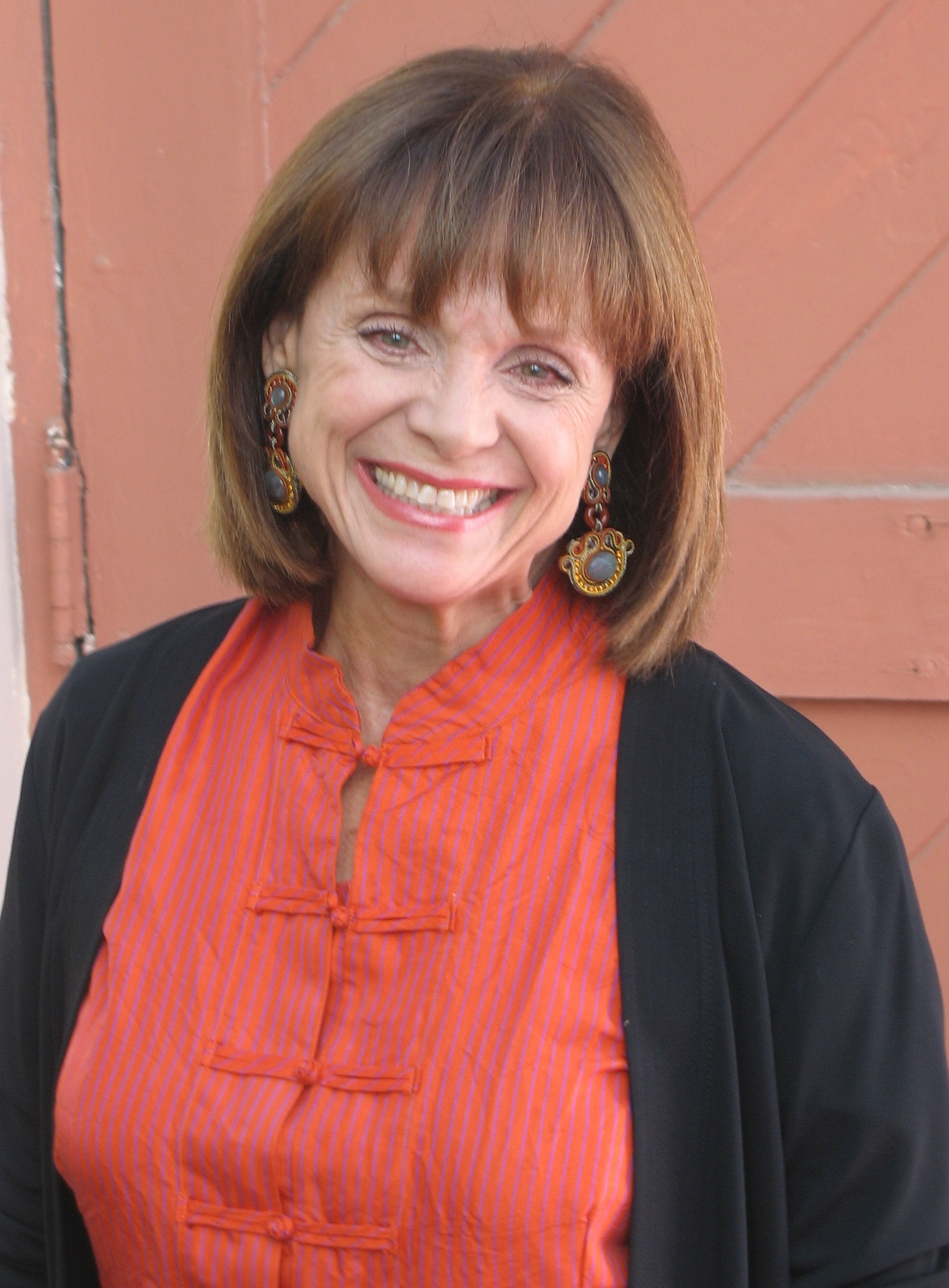
Valerie Harper (1939–2019)

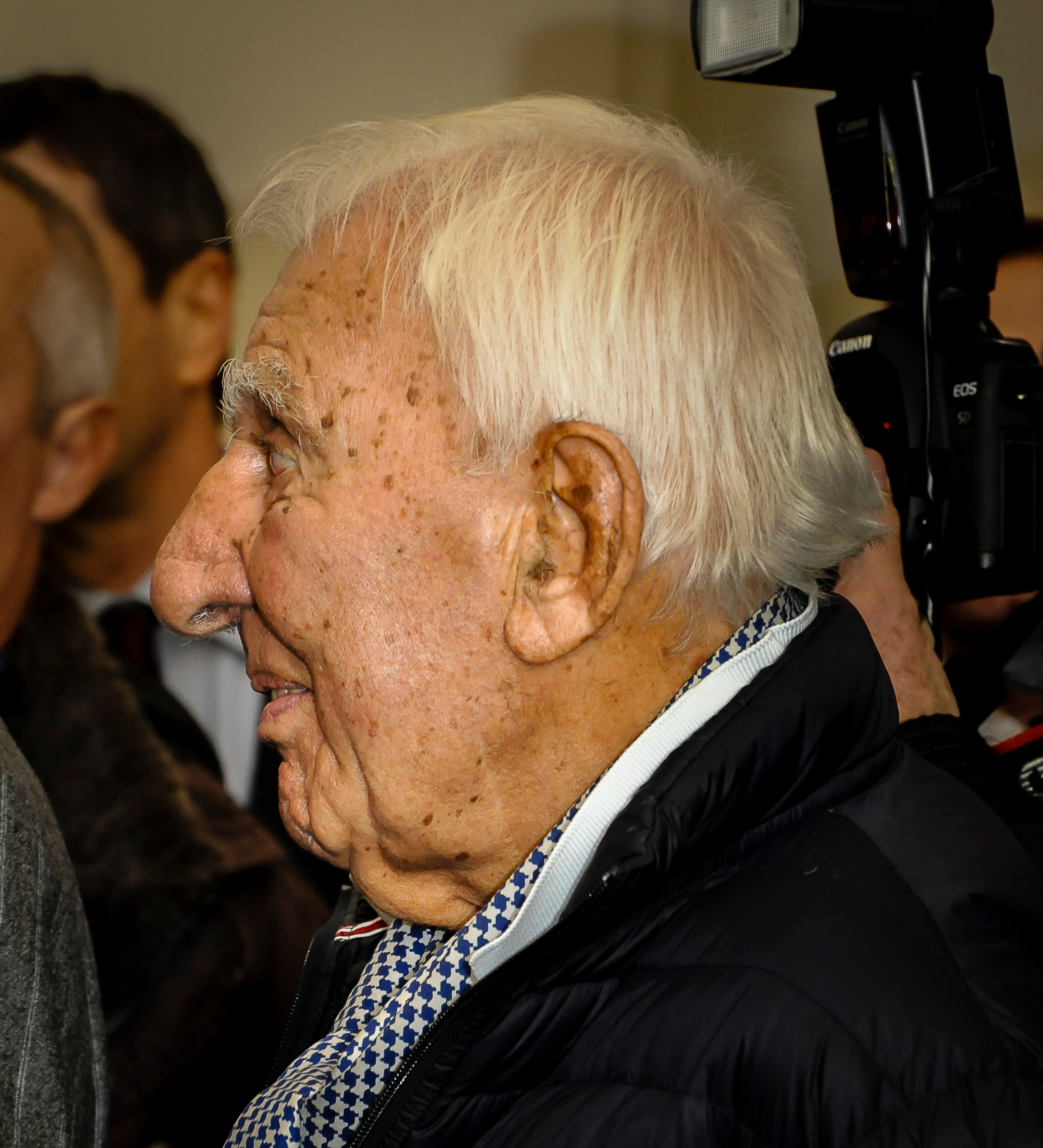
Charles Gérard (1926–2019)

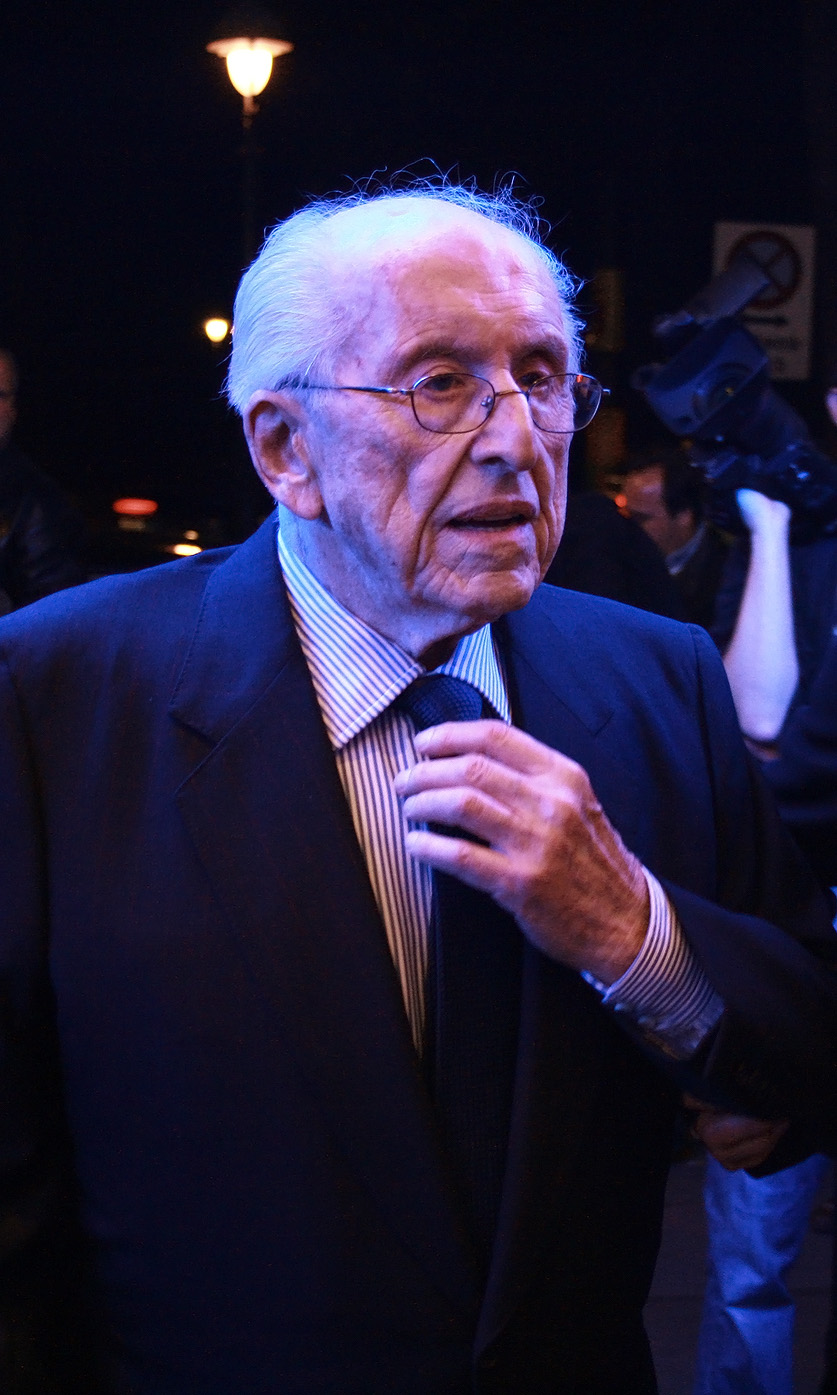
Eric Pleskow (1924–2019)

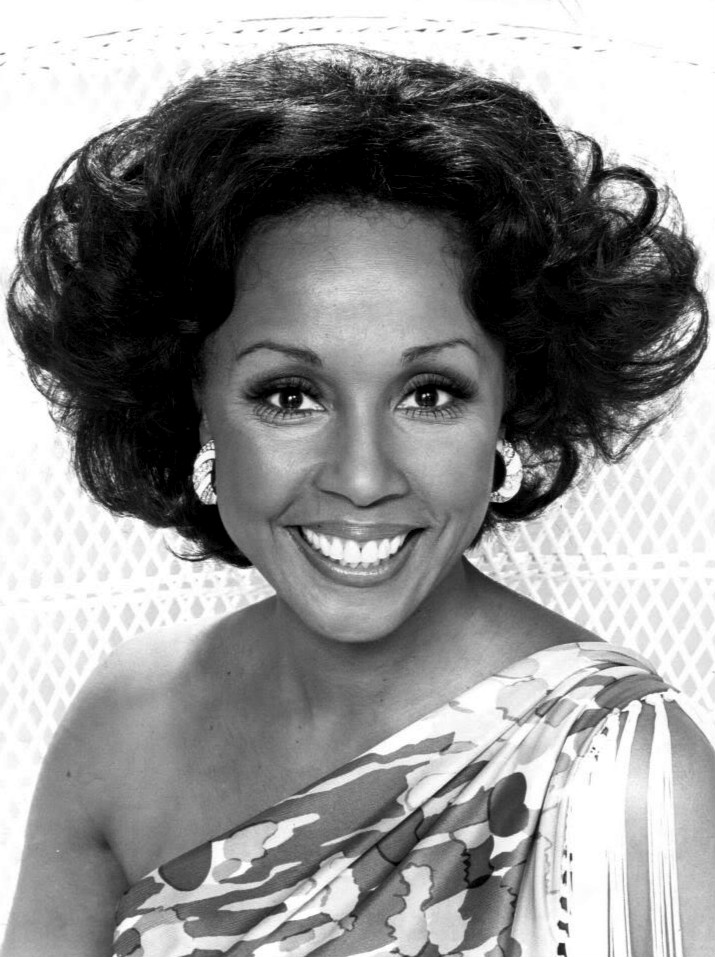
Diahann Carroll (1935–2019)

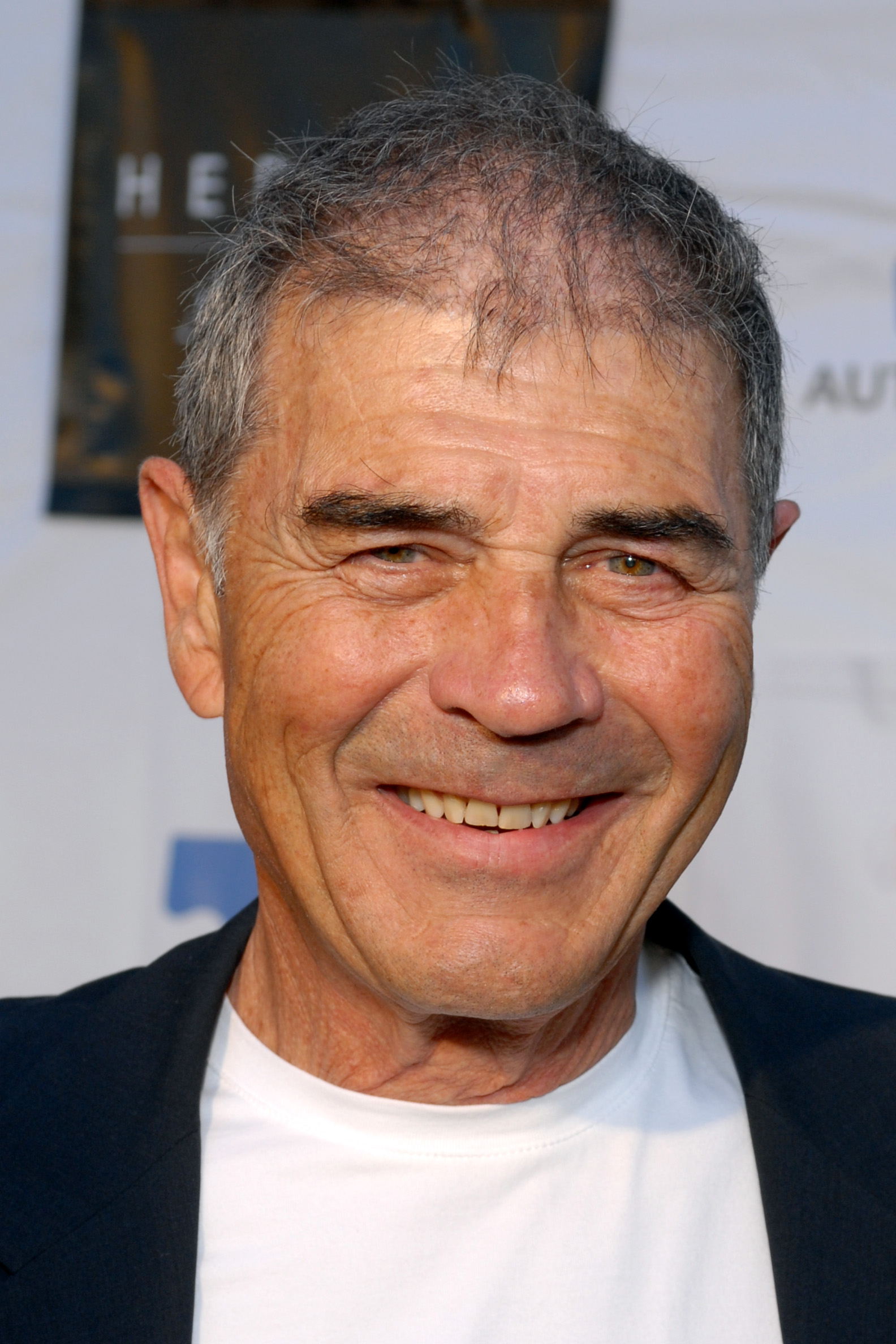
Robert Forster (1941–2019)

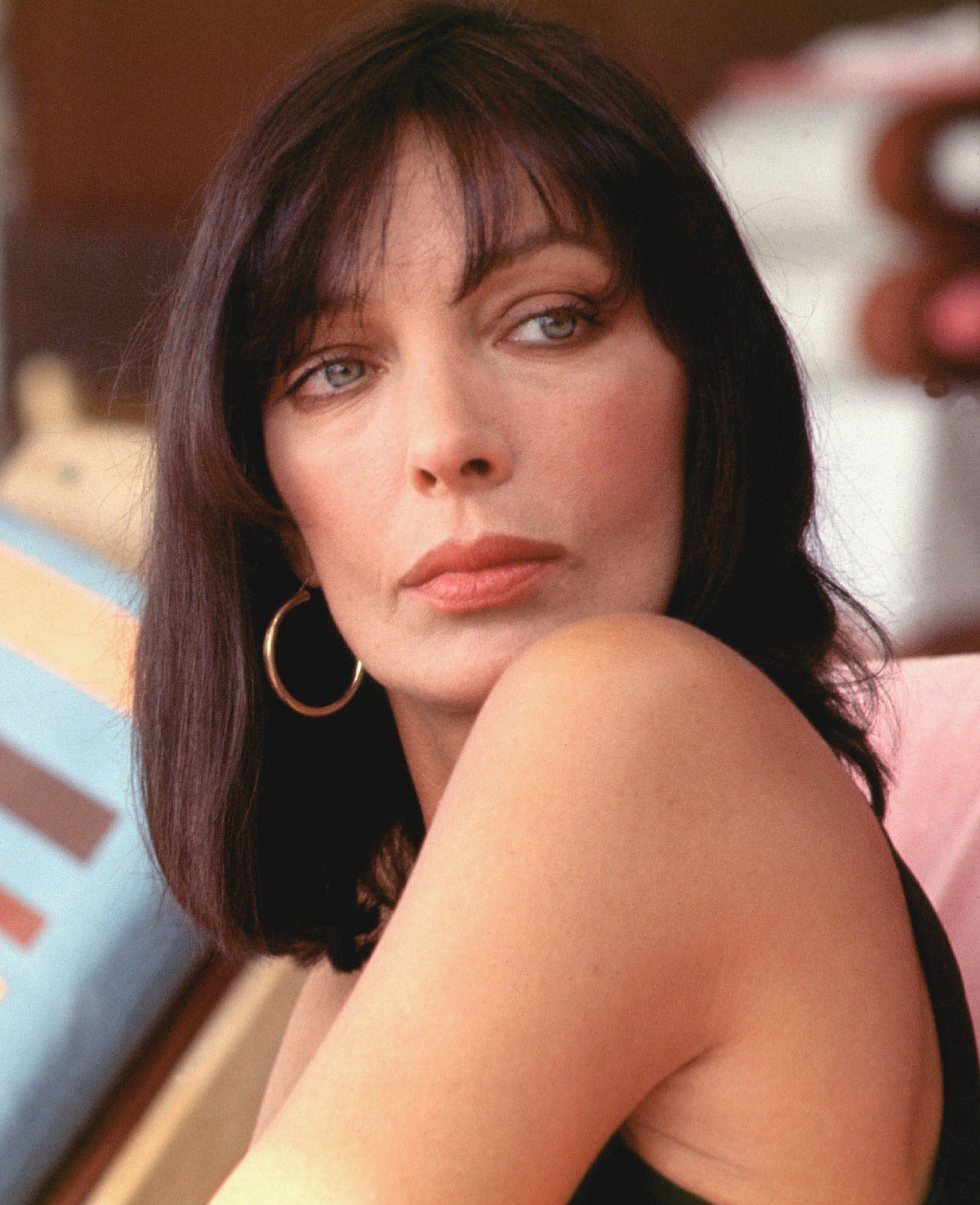
Marie Laforêt (1939–2019)

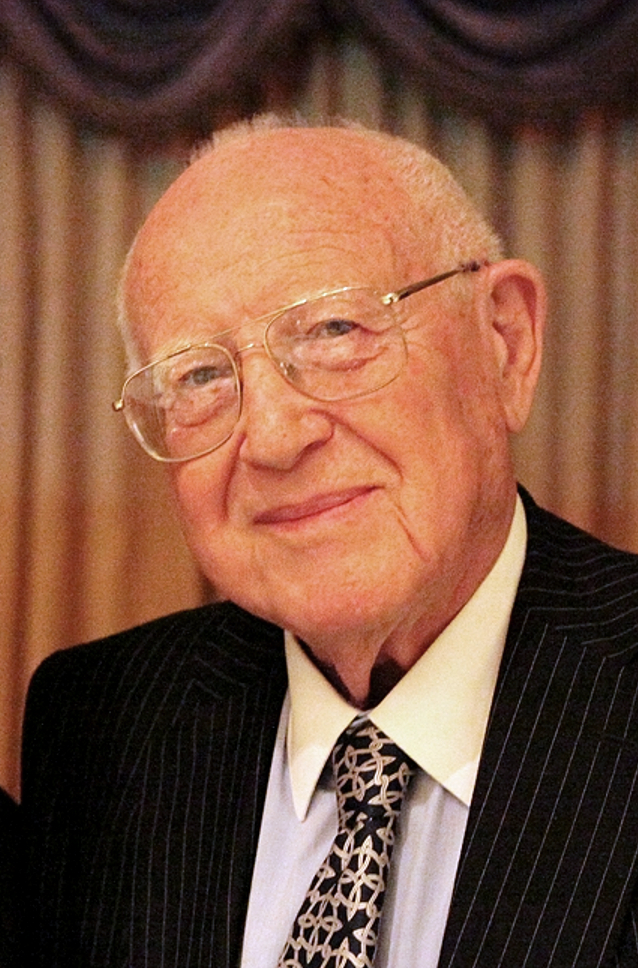
Branko Lustig (1932–2019)

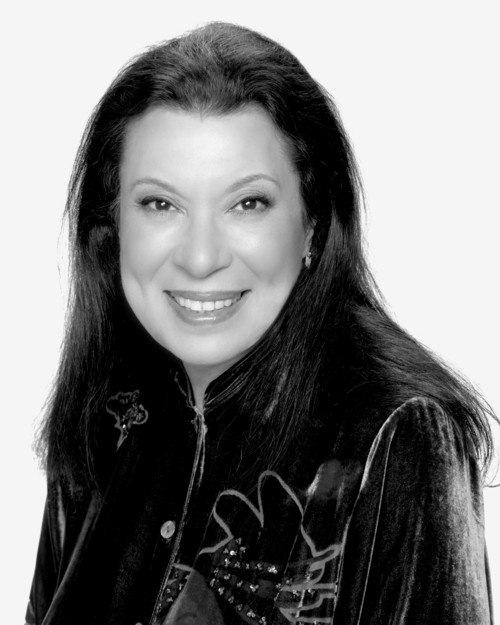
Shelley Morrison (1936–2019)

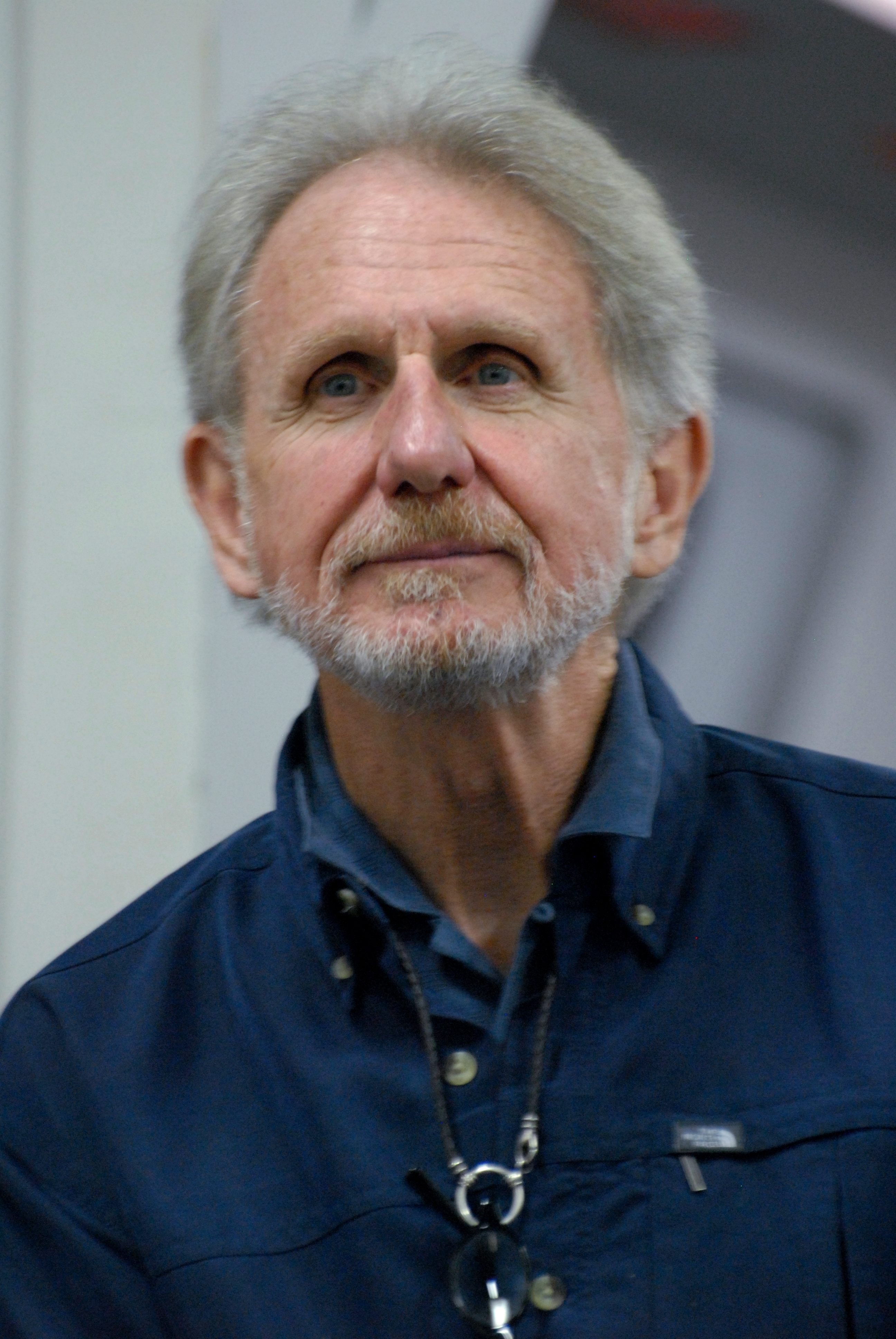
René Auberjonois (1940–2019)

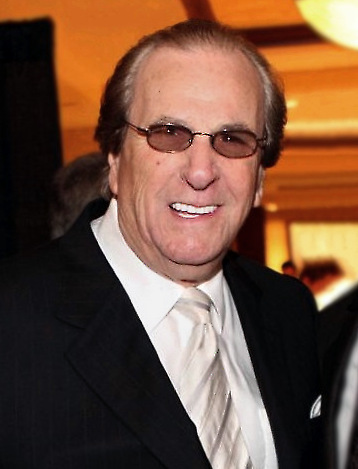
Danny Aiello (1933–2019)

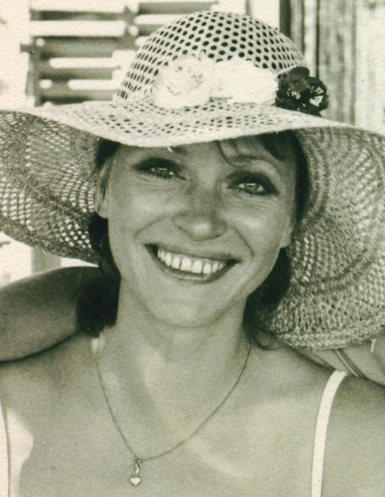
Anna Karina (1940–2019)

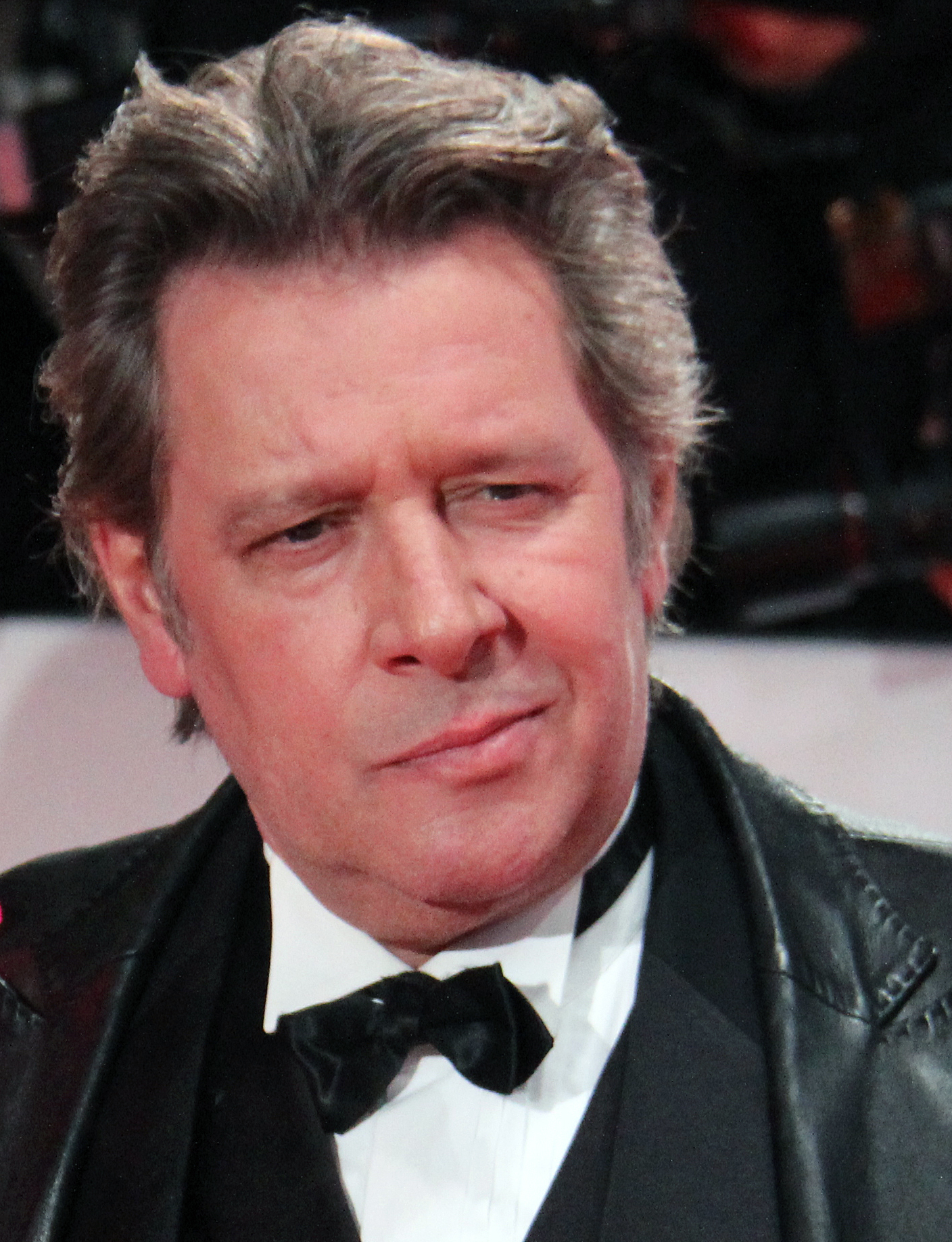
Jan Fedder (1955–2019)

### Januar bis März
Januar
- 01. Januar: Pio Corradi, Schweizer Kameramann (* 1940)
- 02. Januar: Bob Einstein, US-amerikanischer Schauspieler und Komiker (* 1942)
- 04. Januar: Asen Balikci, kanadischer Anthropologe und Filmemacher (* 1929)
- 04. Januar: Iwan Sergejewitsch Bortnik, russischer Schauspieler (* 1939)
- 06. Januar: Gregg Rudloff, US-amerikanischer Toningenieur und Tontechniker (* 1955)
- 06. Januar: William Morgan Sheppard, britischer Schauspieler (* 1932)
- 07. Januar: Jocelyne Saab, libanesische Regisseurin und Drehbuchautorin (* 1948)
- 08. Januar: Sigvald Tveit, norwegischer Komponist (* 1945)
- 09. Januar: Verna Bloom, US-amerikanische Schauspielerin (* 1938)
- 09. Januar: Ildikó Jarcsek-Zamfirescu, rumänische Schauspielerin (* 1944)
- 09. Januar: Paul Koslo, deutsch-kanadischer Schauspieler (* 1944)
- 09. Januar: Paolo Paoloni, italienischer Schauspieler (* 1929)
- 10. Januar: Ross Lowell, US-amerikanischer Kameramann und Erfinder (* 1926)
- 13. Januar: Sally Fraser, US-amerikanische Schauspielerin (* 1932)
- 15. Januar: Carol Channing, US-amerikanische Sängerin und Schauspielerin (* 1921)
- 17. Januar: Horst Stern, deutscher Filmemacher und Drehbuchautor (* 1922)
- 18. Januar: Lena Farugia, US-amerikanische Schauspielerin (* 1951)
- 19. Januar: Windsor Davies, britischer Schauspieler und Sänger (* 1930)
- 19. Januar: Harald Halgardt, deutscher Schauspieler und Synchronsprecher (* 1927)
- 19. Januar: Uwe-Detlev Jessen, deutscher Schauspieler und Regisseur (* 1931)
- 19. Januar: Muriel Pavlow, britische Schauspielerin (* 1921)
- 19. Januar: Daniel C. Striepeke, US-amerikanischer Maskenbildner (* 1930)
- 20. Januar: Rosemarie Bowe, US-amerikanische Schauspielerin (* 1932)
- 20. Januar: Andrew G. Vajna, ungarischer Produzent (* 1944)
- 21. Januar: Marie Kyselková, tschechoslowakische Schauspielerin (* 1935)
- 21. Januar: Ann Ladiges, deutsche Drehbuchautorin (* 1935)
- 21. Januar: Dinah Pfaus-Schilffarth, deutsche Schauspielerin (* 1973)
- 22. Januar: Edgar Blum, deutscher Filmemacher (* 1928)
- 23. Januar: Ayşen Gruda, türkische Schauspielerin und Komikerin (* 1944)
- 23. Januar: Jonas Mekas, litauischer Regisseur, Produzent, Kameramann, Drehbuchautor und Filmeditor (* 1922)
- 23. Januar: Jochen Sostmann, deutscher Schauspieler (* 1938)
- 25. Januar: Dušan Makavejev, jugoslawischer bzw. serbischer Regisseur (* 1932)
- 26. Januar: Michel Legrand, französischer Komponist (* 1932)
- 26. Januar: Luděk Munzar, tschechischer Schauspieler (* 1933)
- 27. Januar: Erica Yohn, US-amerikanische Schauspielerin (* 1928)
- 28. Januar: Lise Henningsen, dänische Schauspielerin (* 1931)
- 29. Januar: Hans Stetter, deutscher Schauspieler (* 1927)
- 30. Januar: Diane Gaidry, US-amerikanische Schauspielerin und Produzentin (* 1964)
- 30. Januar: Dick Miller, US-amerikanischer Schauspieler und Drehbuchautor (* 1928)
- 31. Januar: Johnny Lion, niederländischer Sänger und Schauspieler (* 1941)

Februar
- 01. Februar: Ursula Karusseit, deutsche Schauspielerin und Regisseurin (* 1939)
- 02. Februar: Catherine Burns, US-amerikanische Schauspielerin (* 1945)
- 03. Februar: Julie Adams, US-amerikanische Schauspielerin (* 1926)
- 03. Februar: Kristoff St. John, US-amerikanischer Schauspieler (* 1966)
- 04. Februar: Nita Bieber, US-amerikanische Schauspielerin und Tänzerin (* 1926)
- 05. Februar: Václav Vorlíček, tschechischer Regisseur (* 1930)
- 06. Februar: Peter Steinbach, deutscher Drehbuchautor (* 1938)
- 07. Februar: Albert Finney, britischer Schauspieler und Produzent (* 1936)
- 08. Februar: Sergei Jurjewitsch Jurski, russischer Schauspieler, Drehbuchautor und Regisseur (* 1935)
- 08. Februar: Joachim Tomaschewsky, deutscher Schauspieler und Synchronsprecher (* 1919)
- 09. Februar: Ron Miller, US-amerikanischer Produzent (* 1933)
- 10. Februar: Carmen Argenziano, US-amerikanischer Schauspieler (* 1943)
- 10. Februar: Miranda Bonansea, italienische Kinderdarstellerin und Synchronsprecherin (* 1926)
- 10. Februar: Jan-Michael Vincent, US-amerikanischer Schauspieler (* 1945)
- 12. Februar: Friedrich Steinhauer, deutscher Schauspieler und Sänger (* 1933)
- 13. Februar: Marisa Solinas, italienische Schauspielerin und Sängerin (* 1939)
- 15. Februar: Toni Businger, Schweizer Kostümbildner (* 1934)
- 15. Februar: Lee Radziwill, US-amerikanische Schauspielerin (* 1933)
- 16. Februar: Bruno Ganz, Schweizer Schauspieler (* 1941)
- 16. Februar: Serge Merlin, französischer Schauspieler (* 1932)
- 19. Februar: Giulio Brogi, italienischer Schauspieler (* 1935)
- 19. Februar: Christine Gloger, deutsche Schauspielerin und Synchronsprecherin (* 1934)
- 20. Februar: Chelo Alonso, kubanische Tänzerin und Schauspielerin (* 1933)
- 20. Februar: Gaia Germani, italienische Schauspielerin (* 1942)
- 20. Februar: Claude Goretta, Schweizer Regisseur, Drehbuchautor und Produzent (* 1929)
- 20. Februar: Vinny Vella, US-amerikanischer Schauspieler (* 1947)
- 21. Februar: Gus Backus, US-amerikanischer Musiker und Schauspieler (* 1937)
- 21. Februar: Sue Casey, US-amerikanische Schauspielerin (* 1926)
- 21. Februar: Ben Hecker, deutscher Schauspieler und Synchronsprecher (* 1948)
- 21. Februar: Maria Magdalena Koller, österreichische Filmregisseurin und Drehbuchautorin (* 1957)
- 21. Februar: Beverley Owen, US-amerikanische Schauspielerin (* 1937)
- 21. Februar: Peter Tork, US-amerikanischer Musiker und Schauspieler (* 1942)
- 22. Februar: Brody Stevens, US-amerikanischer Stand-up-Comedia und Schauspieler (* 1970)
- 22. Februar: Morgan Woodward, US-amerikanischer Schauspieler (* 1925)
- 23. Februar: Stanley Donen, US-amerikanischer Regisseur und Choreograf (* 1924)
- 23. Februar: Katherine Helmond, US-amerikanische Schauspielerin (* 1929)
- 23. Februar: Franziska Pigulla, deutsche Schauspielerin, Nachrichtensprecherin und Synchronsprecherin (* 1964)
- 25. Februar: Kathleen O’Malley, US-amerikanische Schauspielerin (* 1924)
- 25. Februar: Lisa Sheridan, US-amerikanische Schauspielerin (* 1973)
- 26. Februar: Christian Bach, argentinische Schauspielerin und Fernsehproduzentin (* 1959)
- 26. Februar: Mag Bodard, französische Filmproduzentin (* 1916)
- 26. Februar: Mitzi Hoag, US-amerikanische Schauspielerin (* 1932)
- 26. Februar: Andrejs Žagars, lettischer Schauspieler (* 1958)
- 27. Februar: Monica Gubser, Schweizer Schauspielerin (* 1931)
- 28. Februar: André Previn, deutsch-amerikanischer Komponist (* 1929)
- 28. Februar: Aron Tager, US-amerikanischer Schauspieler und Synchronsprecher (* 1934)

März
- 02. März: Med Hondo, mauretanischer Regisseur und Schauspieler (* 1936)
- 04. März: Orto Ignatiussen, grönländischer Schauspieler (* 1959)
- 04. März: Luke Perry, US-amerikanischer Schauspieler und Synchronsprecher (* 1966)
- 05. März: Jacques Loussier, französischer Komponist und Arrangeur (* 1934)
- 05. März: Barbara Simon, deutsche Filmeditorin (* 1939)
- 07. März: Pino Caruso, italienischer Schauspieler und Regisseur (* 1934)
- 07. März: William J. Creber, US-amerikanischer Szenenbildner und Artdirector (* 1931)
- 08. März: George Morfogen, US-amerikanischer Schauspieler und Produzent (* 1933)
- 09. März: Jed Allan, US-amerikanischer Schauspieler (* 1935)
- 09. März: Wladimir Abramowitsch Etusch, russischer Schauspieler (* 1922)
- 09. März: Rolf Sohre, deutscher Kameramann (* 1928)
- 16. März: Barbara Hammer, US-amerikanische Produzentin und Regisseurin (* 1939)
- 16. März: Richard Erdman, US-amerikanischer Schauspieler und Regisseur (* 1925)
- 17. März: John Carl Buechler, US-amerikanischer Regisseur, Drehbuchautor, Produzent und Schauspieler (* 1925)
- 17. März: Matthias Messner, österreichischer Schauspieler (* 1976)
- 19. März: Marlen Martynowitsch Chuzijew, sowjetisch-russischer Regisseur, Drehbuchautor und Schauspieler (* 1925)
- 23. März: Larry Cohen, US-amerikanischer Regisseur, Produzent und Drehbuchautor (* 1941)
- 24. März: Nancy Gates, US-amerikanische Schauspielerin (* 1926)
- 24. März: Joseph Pilato, US-amerikanischer Schauspieler und Synchronsprecher (* 1949)
- 24. März: Cornelia Tăutu, rumänische Komponistin (* 1938)
- 25. März: Michael Brennicke, deutscher Schauspieler, Synchronsprecher, Synchronregisseur und Dialogbuchautor (* 1949)
- 25. März: Andreas Köss, deutscher Schauspieler (* 1961)
- 27. März: Götz Argus, deutscher Schauspieler (* 1961)
- 27. März: Charly Steinberger, österreichischer Kameramann (* 1937)
- 28. März: Manfred Heine, deutscher Schauspieler (* 1932)
- 28. März: Jon Skolmen, norwegischer Schauspieler und Komiker (* 1940)
- 29. März: Allan Cole, US-amerikanischer Drehbuchautor (* 1943)
- 29. März: Shane Rimmer, kanadischer Schauspieler (* 1929)
- 29. März: Agnès Varda, Filmemacherin, Fotografin und Installationskünstlerin (* 1928)
- 30. März: Tania Mallet, britisches Fotomodell und Schauspielerin (* 1941)

### April bis Juni
April
- 01. April: Pierre Yaméogo, burkinischer Regisseur und Produzent (* 1955)
- 03. April: Jerzy Wójcik, polnischer Kameramann, Regisseur und Drehbuchautor (* 1930)
- 03. April: Josip Zovko, kroatischer Schauspieler (* 1970)
- 04. April: Heinz Brinkmann, deutscher Dokumentarfilm-Regisseur (* 1948)
- 04. April: Georgi Nikolajewitsch Danelija, russischer Filmregisseur und Drehbuchautor (* 1930)
- 04. April: Barry Malkin, US-amerikanischer Filmeditor (* 1938)
- 05. April: Ib Glindemann, dänischer Komponist (* 1934)
- 05. April: Berto Pelosso, italienischer Drehbuchautor und Regisseur (* 1934)
- 06. April: Nadja Regin, serbische Schauspielerin (* 1931)
- 07. April: Seymour Cassel, US-amerikanischer Schauspieler (* 1935)
- 07. April: Mya-Lecia Naylor, britische Schauspielerin (* 2002)
- 12. April: Georgia Engel, US-amerikanische Schauspielerin (* 1948)
- 12. April: John McEnery, britischer Schauspieler (* 1943)
- 13. April: Norman Garwood, britischer Filmarchitekt (* 1946)
- 14. April: Bibi Andersson, schwedische Schauspielerin (* 1935)
- 14. April: Sylvia Leuker, deutsche Drehbuchautorin (* 1962)
- 14. April: Rotraut Pape, deutsche Filmemacherin (* 1956)
- 16. April: Fay McKenzie, US-amerikanische Schauspielerin (* 1918)
- 16. April: Valentin Plătăreanu, rumänischer Schauspieler (* 1936)
- 16. April: Karin von Wangenheim, deutsche Schauspielerin (* 1937)
- 17. April: Kazuo Koike, japanischer Drehbuchautor (* 1936)
- 19. April: Martin Böttcher, deutscher Komponist (* 1927)
- 19. April: Klaus Sonnenschein, deutscher Schauspieler und Synchronsprecher (* 1935)
- 19. April: Maria Wachowiak, polnische Schauspielerin und Regisseurin (* 1938)
- 20. April: Joachim Schönitz, deutscher Schauspieler (* 1941)
- 21. April: Norbert Beilharz, deutscher Filmemacher, Drehbuchautor, Schriftsteller, Schauspieler und Regisseur (* 1941)
- 21. April: Hannelore Elsner, deutsche Schauspielerin und Synchronsprecherin (* 1942)
- 21. April: Steve Golin, US-amerikanischer Produzent (* 1955)
- 21. April: Ken Kercheval, US-amerikanischer Schauspieler (* 1935)
- 23. April: Mark Medoff, US-amerikanischer Drehbuchautor, Regisseur und Produzent (* 1940)
- 23. April: Voja Mirić, serbischer Schauspieler (* 1933)
- 23. April: Terry Rawlings, britischer Filmeditor (* 1933)
- 23. April: David Winters, britisch-US-amerikanischer Regisseur, Produzent, Drehbuchautor, Choreograph sowie Schauspieler und Tänzer (* 1939)
- 24. April: Jaroslav Kepka, tschechischer Schauspieler (* 1935)
- 24. April: Dick Rivers, französischer Sänger, Schauspieler und Synchronsprecher (* 1945)
- 24. April: Conrado San Martín, spanischer Schauspieler (* 1921)
- 24. April: Jean-Pierre Marielle, französischer Schauspieler (* 1932)
- 26. April: Ellen Schwiers, deutsche Schauspielerin (* 1930)
- 27. April: Manfred Müller, österreichischer Drehbuchautor (* 1950)
- 29. April: John Llewellyn Moxey, britischer Regisseur (* 1925)
- 29. April: John Singleton, US-amerikanischer Regisseur, Drehbuchautor und Produzent (* 1968)
- 30. April: Anémone, französische Schauspielerin (* 1950)
- 30. April: Peter Mayhew, britisch-US-amerikanischer Schauspieler (* 1944)
- 30. April: Johann Adam Oest, deutscher Schauspieler (* 1946)

Mai
- 01. Mai: Alessandra Panaro, italienische Schauspielerin (* 1939)
- 02. Mai: Renate Pichler, deutsche Synchronsprecherin und Schauspielerin (* 1937)
- 02. Mai: Ilinca Tomoroveanu, rumänische Schauspielerin (* 1941)
- 05. Mai: Barbara Perry, US-amerikanische Schauspielerin (* 1921)
- 06. Mai: Kip Niven, US-amerikanischer Schauspieler (* 1945)
- 08. Mai: Jewgeni Pawlowitsch Krylatow, russischer Komponist (* 1934)
- 09. Mai: Allene Roberts, US-amerikanische Schauspielerin (* 1928)
- 09. Mai: Alvin Sargent, US-amerikanischer Drehbuchautor (* 1927)
- 09. Mai: Freddie Starr, britischer Komiker (* 1943)
- 10. Mai: Luigi Di Gianni, italienischer Dokumentarfilmer (* 1926)
- 11. Mai: Jean-Claude Brisseau, französischer Filmemacher (* 1944)
- 11. Mai: Michael Harck, deutscher Schauspieler und Synchronsprecher (* 1954)
- 11. Mai: Sven Holm, dänischer Drehbuchautor (* 1940)
- 11. Mai: Peggy Lipton, US-amerikanische Schauspielerin (* 1946)
- 11. Mai: Pua Magasiva, samoanisch-neuseeländischer Schauspieler (* 1980)
- 12. Mai: Machiko Kyō, japanische Schauspielerin (* 1924)
- 13. Mai: Doris Day, deutschamerikanische Schauspielerin und Sängerin (* 1922)
- 14. Mai: Tim Conway, US-amerikanischer Schauspieler und Komiker (* 1933)
- 19. Mai: Friedgard Kurze, deutsche Puppenspielerin und Sprecherin (* 1928)
- 23. Mai: Anna Udvardy, ungarische Produzentin (* 1949)
- 25. Mai: Lady Francisco, brasilianische Schauspielerin (* 1935)
- 27. Mai: Roger O. Hirson, US-amerikanischer Drehbuchautor (* 1926)
- 28. Mai: Andre Asriel, österreichisch-deutscher Komponist (* 1922)
- 28. Mai: Freddy Buache, Schweizer Filmkritiker und Filmhistoriker (* 1924)
- 28. Mai: Carmine Caridi, US-amerikanischer Schauspieler (* 1934)
- 29. Mai: Peggy Stewart, US-amerikanische Schauspielerin (* 1923)
- 29. Mai: Jiří Stránský, tschechischer Drehbuchautor (* 1931)

Juni
- 02. Juni: Yannick Bellon, französische Regisseurin und Filmeditorin (* 1924)
- 02. Juni: Hans Christof Stenzel, deutscher Regisseur und Drehbuchautor (* 1935)
- 06. Juni: Carl Schell, Schweizer Schauspieler (* 1927)
- 07. Juni: Ryszard Bugajski, polnischer Regisseur (* 1927)
- 08. Juni: Renée Le Calm, französische Schauspielerin (* 1918)
- 09. Juni: Rafael Miguel, brasilianischer Schauspieler (* 1996)
- 12. Juni: Sylvia Miles, US-amerikanische Schauspielerin (* 1924)
- 12. Juni: Elfriede Ott, österreichische Schauspielerin, Sängerin und Regisseurin (* 1925)
- 13. Juni: Edith González, mexikanische Schauspielerin und Tänzerin (* 1964)
- 14. Juni: Maurice Bénichou, französischer Schauspieler (* 1943)
- 15. Juni: Franco Zeffirelli, italienischer Regisseur (* 1923)
- 16. Juni: Rolf von Sydow, deutscher Regisseur, Drehbuchautor und Produzent (* 1924)
- 17. Juni: Knut Andersen, norwegischer Filmregisseur, Drehbuchautor, Schauspieler und Filmeditor (* 1931)
- 17. Juni: Michael Baier, deutscher Drehbuchautor (* 1940)
- 17. Juni: Gloria Laura Vanderbilt, US-amerikanische Schauspielerin (* 1924)
- 19. Juni: Gerd Staiger, deutscher Schauspieler und Regisseur (* 1930)
- 20. Juni: Peter Matić, österreichischer Schauspieler und Synchronsprecher (* 1937)
- 21. Juni: Susan Bernard, US-amerikanische Schauspielerin und Model (* 1948)
- 22. Juni: Maximilian Krückl, deutscher Schauspieler, Drehbuchautor und Kabarettist (* 1966)
- 23. Juni: Stephanie Niznik, US-amerikanische Schauspielerin (* 1967)
- 24. Juni: Billy Drago, US-amerikanischer Schauspieler (* 1945)
- 24. Juni: Brigitte Swoboda, österreichische Schauspielerin (* 1943)
- 25. Juni: Bruno de Keyzer, französischer Kameramann (* 1949)
- 25. Juni: Bryan Marshall, britischer Schauspieler (* 1938)
- 25. Juni: Isabel Sarli, argentinische Schauspielerin (* 1929)
- 26. Juni: Édith Scob, französische Schauspielerin (* 1937)
- 26. Juni: Tadao Takashima, japanischer Schauspieler (* 1930)
- 26. Juni: Max Wright, US-amerikanischer Schauspieler (* 1943)
- 28. Juni: Lisa Martinek, deutsche Schauspielerin (* 1972)
- 29. Juni: Jesper Langberg, dänischer Schauspieler (* 1940)
- 29. Juni: Jeon Mi-seon, südkoreanische Schauspielerin (* 1970)

### Juli bis September
Juli
- 01. Juli: Ezzat Abou Aouf, ägyptischer Schauspieler (* 1948)
- 01. Juli: Ennio Guarnieri, italienischer Kameramann (* 1930)
- 01. Juli: Sid Ramin, US-amerikanischer Orchestrator, Arrangeur und Komponist (* 1919)
- 02. Juli: Pat Crawford Brown, US-amerikanische Schauspielerin (* 1929)
- 02. Juli: José Luis Merino, spanischer Regisseur und Drehbuchautor (* 1927)
- 02. Juli: Lis Verhoeven, deutsche Schauspielerin (* 1931)
- 03. Juli: Pol Cruchten, luxemburgischer Filmregisseur, Drehbuchautor und Produzent (* 1963)
- 03. Juli: David Groenewold, deutscher Filmproduzent (* 1973)
- 03. Juli: Eduardo Fajardo, spanischer Schauspieler (* 1924)
- 03. Juli: William Ray, US-amerikanischer Opernsänger und Schauspieler (* 1925)
- 04. Juli: Pierre Lhomme, französischer Kameramann (* 1930)
- 04. Juli: Hagen Mueller-Stahl, deutscher Regisseur und Schauspieler (* 1926)
- 05. Juli: Ugo Gregoretti, italienischer Dokumentarfilmer, Filmregisseur und Drehbuchautor (* 1930)
- 06. Juli: Cameron Boyce, US-amerikanischer Schauspieler und Kinderdarsteller (* 1999)
- 07. Juli: Artur Brauner, deutscher Filmproduzent (* 1918)
- 09. Juli: Freddie Jones, britischer Schauspieler (* 1927)
- 09. Juli: Rip Torn, US-amerikanischer Schauspieler (* 1931)
- 10. Juli: Valentina Cortese, italienische Schauspielerin (* 1923)
- 10. Juli: Danny Gordon Taylor, Filmtechniker für visuelle Effekte (* um 1950)
- 12. Juli: Raimund Barthelmes, deutscher Filmeditor (* 1947)
- 12. Juli: Dick Boccelli, US-amerikanischer Schlagzeuger und Schauspieler (* 1924)
- 13. Juli: Richard Carter, australischer Schauspieler (* 1953)
- 13. Juli: Stephen Verona, US-amerikanischer Drehbuchautor, Filmregisseur und Filmproduzent (* 1940)
- 16. Juli: Barry Coe, US-amerikanischer Schauspieler (* 1934)
- 17. Juli: Andrea Camilleri, italienischer Drehbuchautor und Regisseur (* 1925)
- 17. Juli: Willy Dirtl, österreichischer Balletttänzer und Choreograf (* 1931)
- 18. Juli: Luciano De Crescenzo, italienischer Regisseur, Drehbuchautor und Schauspieler (* 1928)
- 18. Juli: David Hedison, US-amerikanischer Schauspieler (* 1927)
- 18. Juli: Futoshi Nishiya, japanischer Charakterdesigner, Animateur und Anime-Regisseur (* 1982)
- 18. Juli: Yasuhiro Takemoto, japanischer Animator, Drehbuchautor und Filmregisseur (* 1972)
- 19. Juli: Rutger Hauer, niederländischer Schauspieler (* 1944)
- 19. Juli: Alena Karešová, tschechische Schauspielerin (* 1927)
- 19. Juli: Jeremy Kemp, britischer Schauspieler (* 1935)
- 20. Juli: Ilaria Occhini, italienische Schauspielerin (* 1934)
- 22. Juli: Hans-Helmut Müller, deutscher Schauspieler und Synchronsprecher (* 1938)
- 23. Juli: Gabe Khouth, kanadischer Schauspieler und Synchronsprecher (* 1972)
- 24. Juli: Manfred Uhlig, deutscher Schauspieler und Kabarettist (* 1927)
- 25. Juli: Curt Faudon, österreichischer Regisseur, Drehbuchautor und Produzent (* 1949)
- 26. Juli: Philippe Ogouz, französischer Schauspieler (* 1939)
- 26. Juli: Russi Taylor, US-amerikanische Synchronsprecherin (* 1944)
- 27. Juli: Dianne Foster, kanadische Schauspielerin (* 1928)
- 27. Juli: Edward Lewis, US-amerikanischer Produzent (* 1920)
- 28. Juli: Monica Ghiuță, rumänische Schauspielerin (* 1940)
- 28. Juli: George Hilton, uruguayischer Schauspieler (* 1934)
- 31. Juli: Barrington Pheloung, australischer Komponist (* 1954)
- 31. Juli: Harold Prince, US-amerikanischer Regisseur (* 1928)

August
- 01. August: D. A. Pennebaker, US-amerikanischer Dokumentarfilmer (* 1925)
- 04. August: Rob Gnant, Schweizer Kameramann, Drehbuchautor und Regisseur (* 1932)
- 07. August: Helmut Bez, deutscher Drehbuchautor und Schauspieler (* 1930)
- 08. August: Jean-Pierre Mocky, französischer Filmregisseur und Schauspieler (* 1933)
- 10. August: Piero Tosi, italienischer Kostümbildner (* 1927)
- 11. August: Barbara March, kanadische Schauspielerin (* 1953)
- 16. August: Peter Fonda, US-amerikanischer Schauspieler und Filmregisseur (* 1940)
- 16. August: Ingo Kantorek, deutscher Laiendarsteller (* 1974)
- 16. August: Anna Quayle, britische Schauspielerin (* 1936)
- 16. August: Richard Williams, kanadischer Trickfilmer, Regisseur und Produzent (* 1933)
- 19. August: James R. Alexander, US-amerikanischer Tonmeister (* 1930)
- 21. August: Richard Gregson, britischer Filmproduzent und Drehbuchautor (* 1930)
- 21. August: Ines Torelli, Schweizer Schauspielerin (* 1931)
- 23. August: Carlo Delle Piane, italienischer Schauspieler (* 1936)
- 23. August: Wolfram Mucha, deutscher Schauspieler (* 1941)
- 24: August: Andrew Horn, US-amerikanischer Regisseur und Drehbuchautor (* 1952)
- 26. August: Helmut Krauss deutscher Schauspieler, Synchronsprecher und Synchronregisseur (* 1941)
- 26. August: Germán Lorente deutscher spanischer Regisseur, Drehbuchautor und Produzent (* 1932)
- 28. August: Michel Aumont, französischer Schauspieler (* 1936)
- 28. August: Nancy Holloway, US-amerikanische Sängerin und Schauspielerin (* 1932)
- 28. August: Bruno Thost, deutsch-österreichischer Schauspieler und Regisseur (* 1936)
- 29. August: Terrance Dicks, britischer Drehbuchautor und Fernsehproduzent (* 1935)
- 29. August: Gero Gandert, deutscher Filmwissenschaftler (* 1929)
- 30. August: Franco Columbu, italienisch-US-amerikanischer Schauspieler (* 1941)
- 30. August: Valerie Harper, US-amerikanische Schauspielerin (* 1939)

September
- 02. September: Brigitte Rabald, deutsche Schlagersängerin und Schauspielerin (* 1936)
- 02. September: Tom Zickler, deutscher Filmproduzent (* 1964)
- 03. September: Peter Lindbergh, deutscher Dokumentarfilmer (* 1944)
- 03. September: Carol Lynley, US-amerikanische Schauspielerin (* 1942)
- 03. September: Dieter Perlwitz, deutscher Schauspieler und Regisseur (* 1930)
- 06. September: Alexander Höller, österreichischer Schauspieler (* 1930)
- 08. September: Michael Schreiner, deutscher Schauspieler (* 1950)
- 08. September: Camilo Sesto, spanischer Sänger und Schauspieler (* 1946)
- 08. September: John Wesley, US-amerikanischer Schauspieler (* 1947)
- 09. September: Robert Frank, schweizerisch-US-amerikanischer Filmemacher, Kameramann und Drehbuchautor (* 1924)
- 11. September: Mardik Martin, armenischstämmiger US-amerikanischer Drehbuchautor (* 1934)
- 11. September: Andreas Wimberger, österreichischer Schauspieler (* 1959)
- 14. September: Jean Heywood, britische Schauspielerin (* 1921)
- 15. September: David Hurst, deutsch-US-amerikanischer Schauspieler (* 1926)
- 16. September: Csilla Ababi, rumänische Schauspielerin (* 1983)
- 19. September: Charles Gérard, französischer Schauspieler, Regisseur und Drehbuchautor (* 1926)
- 19. September: John Winston, britischer Schauspieler (* 1933)
- 20. September: Jan Merlin, US-amerikanischer Schauspieler und Drehbuchautor (* 1925)
- 21. September: Aron Eisenberg, US-amerikanischer Schauspieler (* 1969)
- 21. September: Sid Haig, US-amerikanischer Schauspieler (* 1939)
- 22. September: Sándor Sára, ungarischer Filmschaffender (* 1933)
- 25. September: Linda Porter, US-amerikanische Schauspielerin (* 1933)
- 27. September: Rob Garrison, US-amerikanischer Schauspieler (* 1933)
- 28. September: Mark Anatoljewitsch Sacharow, russischer Regisseur und Drehbuchautor (* 1933)

### Oktober bis Dezember
Oktober
- 01. Oktober: Eric Pleskow, österreichisch-US-amerikanischer Filmproduzent und Präsident zweier Filmproduktionsgesellschaften (* 1924)
- 01. Oktober: Bernd Rumpf, deutscher Schauspieler und Synchronsprecher (* 1947)
- 02. Oktober: Julie Gibson, US-amerikanische Schauspielerin und Sängerin (* 1913)
- 02. Oktober: Paul LeBlanc, kanadischer Hairstylist und Maskenbildner (* 1946)
- 04. Oktober: Diahann Carroll, US-amerikanische Schauspielerin und Sängerin (* 1935)
- 04. Oktober: Stephen Moore, britischer Schauspieler (* 1937)
- 06. Oktober: Vlasta Chramostová, tschechische Schauspielerin (* 1926)
- 06. Oktober: Rip Taylor, US-amerikanischer Schauspieler (* 1931)
- 07. Oktober: Janusz Kondratiuk, polnischer Regisseur und Drehbuchautor (* 1943)
- 08. Oktober: Ryan Nicholson, kanadischer Maskenbildner, Spezialeffektkünstler, Filmregisseur und Drehbuchautor (* 1971 oder 1972)
- 09. Oktober: John W. Corso, US-amerikanischer Szenenbildner und Artdirector (* 1929)
- 09. Oktober: Dieter Jaßlauk, deutscher Schauspieler (* 1934)
- 09. Oktober: David Weisman, US-amerikanischer Produzent und Regisseur (* 1942)
- 10. Oktober: Esmeralda Barros, brasilianische Schauspielerin (* 1944)
- 10. Oktober: Thomas Lück, deutscher Schlagersänger und Schauspieler (* 1943)
- 10. Oktober: Marie-José Nat, französische Schauspielerin (* 1940)
- 11. Oktober: Robert Forster, US-amerikanischer Schauspieler (* 1941)
- 12. Oktober: Carlo Croccolo, italienischer Schauspieler und Regisseur (* 1927)
- 12. Oktober: Miltscho Lewiew, bulgarisch-US-amerikanischer Komponist (* 1937)
- 12. Oktober: Alison Prince, britische Drehbuchautorin (* 1931)
- 12. Oktober: Hilde Rom, österreichische Schauspielerin (* 1928)
- 14. Oktober: Christa Mühl, deutsche Regisseurin und Drehbuchautorin (* 1947)
- 14. Oktober: Sulli, südkoreanische Schauspielerin und Sängerin (* 1994)
- 14. Oktober: Hannelore Telloke, deutsche Schauspielerin (* 1940)
- 15. Oktober: Klaudi Fröhlich, deutscher Regisseur und Drehbuchautor (* 1940)
- 17. Oktober: Zev Braun, US-amerikanischer Filmproduzent (* 1928)
- 17. Oktober: Bill Macy, US-amerikanischer Schauspieler (* 1922)
- 19. Oktober: Theodor Wonja Michael, deutscher Schauspieler (* 1925)
- 19. Oktober: Lotte Tobisch, österreichische Autorin und Schauspielerin (* 1926)
- 20. Oktober: Billie Zöckler, deutsche Schauspielerin (* 1949)
- 21. Oktober: Anthony Bishop, südafrikanischer Schauspieler (* 1949)
- 22. Oktober: Raymond Leppard, britischer Dirigent und Komponist (* 1927)
- 24. Oktober: Kaoru Yachigusa, japanische Schauspielerin und Synchronsprecherin (* 1931)
- 26. Oktober: Robert Evans, US-amerikanischer Filmproduzent und Schauspieler (* 1930)
- 26. Oktober: Pascale Roberts, französische Schauspielerin (* 1930)
- 27. Oktober: Siegfried Kristen, deutscher Schauspieler (* 1928)
- 28. Oktober: Jana Drbohlavová, tschechische Schauspielerin (* 1940)
- 29. Oktober: John Witherspoon, US-amerikanischer Schauspieler (* 1942)
- 30. Oktober: Bernard Slade, kanadischer Drehbuchautor (* 1930)

November
- 01. November: Johannes Schaaf, deutscher Regisseur und Schauspieler (* 1933)
- 01. November: Paul Turner, britischer Regisseur (* 1945)
- 02. November: Gustav Deutsch, österreichischer Filmkünstler (* 1952)
- 02. November: Marie Laforêt, französisch-schweizerische Chanson-Sängerin und Schauspielerin (* 1939)
- 02. November: Brian Tarantina, US-amerikanischer Schauspieler (* 1959)
- 03. November: Louis Eppolito, US-amerikanischer Polizist und Schauspieler (* 1948)
- 04. November: Virginia Leith, US-amerikanische Schauspielerin (* 1925)
- 04. November: Dan E. Weisburd, US-amerikanischer Dokumentarfilmer (* 1933)
- 05. November: Omero Antonutti, italienischer Schauspieler und Synchronsprecher (* 1935)
- 05. November: Laurel Griggs, US-amerikanische Schauspielerin (* 2006)
- 05. November: Gustav Arne Kramer, norwegischer Drehbuchautor (* 1934)
- 08. November: Fred Bongusto, italienischer Sänger und Komponist (* 1935)
- 10. November: Lawrence G. Paull, US-amerikanischer Filmarchitekt (* 1938)
- 13. November: Djaduk Ferianto, indonesischer Komponist und Schauspieler (* 1964)
- 13. November: Niall Tóibín, irischer Komödiant und Schauspieler (* 1929)
- 14. November: Herbert Ernst, deutscher Kameramann und Filmemacher (* 1939)
- 14. November: Branko Lustig, kroatischer Filmproduzent und Schauspieler (* 1932)
- 14. November: Friedhelm Werremeier, deutscher Drehbuchautor (* 1930)
- 15. November: Guy Jorré, französischer Regisseur (* 1927)
- 16. November: Vojtěch Jasný, tschechischer Regisseur und Drehbuchautor (* 1925)
- 17. November: Maria Urban, österreichische Schauspielerin (* 1930)
- 20. November: Fábio Barreto, brasilianischer Filmemacher (* 1957)
- 20. November: Michael J. Pollard, US-amerikanischer Schauspieler (* 1939)
- 22. November: Jean Douchet, französischer Filmkritiker, Regisseur und Schauspieler (* 1929)
- 23. November: Asunción Balaguer, spanische Schauspielerin (* 1925)
- 25. November: James Monaco, US-amerikanischer Filmwissenschaftler und Filmkritiker (* 1942)
- 25. November: Monika Potokárová, slowakische Schauspielerin (* 1992)
- 25. November: Wiktor Semjonowitsch Semjonow, russischer Schauspieler (* 1943)
- 27. November: Godfrey Gao, taiwanisch-kanadischer Schauspieler und Model (* 1984)
- 27. November: Jonathan Miller, britischer Regisseur, Drehbuchautor und Produzent (* 1934)
- 30. November: Doris Merrick, US-amerikanische Schauspielerin und Model (* 1919)

Dezember
- 01. Dezember: Shelley Morrison, US-amerikanische Schauspielerin (* 1936)
- 02. Dezember: Dorothy Fontana, US-amerikanische Drehbuchautorin (* 1939)
- 03. Dezember: Cha In-ha, südkoreanischer Popsänger und Schauspieler (* 1992)
- 04. Dezember: Thomas Elsaesser, deutscher Filmwissenschaftler (* 1943)
- 04. Dezember: Leonard Goldberg, US-amerikanischer Film- und Fernsehproduzent (* 1934)
- 04. Dezember: Rosa Morena, spanische Flamenco-Pop-Sängerin und Schauspielerin (* 1941)
- 05. Dezember: Bruno Scipioni, italienischer Schauspieler und Synchronsprecher (* 1934)
- 05. Dezember: Natalie Trundy, US-amerikanische Schauspielerin (* 1940)
- 05. Dezember: Robert Walker junior, US-amerikanischer Schauspieler (* 1940)
- 06. Dezember: Stojanka Mutafowa, bulgarische Schauspielerin (* 1922)
- 06. Dezember: Ron Leibman, US-amerikanischer Schauspieler (* 1937)
- 07. Dezember: Sasa Uruschadse, georgischer Regisseur und Drehbuchautor (* 1965)
- 07. Dezember: Wolfgang Winkler, deutscher Schauspieler (* 1943)
- 08. Dezember: René Auberjonois, US-amerikanischer Schauspieler und Synchronsprecher (* 1940)
- 08. Dezember: Caroll Spinney, US-amerikanischer Puppenspieler (* 1933)
- 10. Dezember: Kelo Henderson, US-amerikanischer Schauspieler (* 1923)
- 10. Dezember: Barrie Keeffe, britischer Drehbuchautor (* 1945)
- 12. Dezember: Danny Aiello, US-amerikanischer Schauspieler und Sänger (* 1933)
- 12. Dezember: Eberhard Mellies, deutscher Schauspieler und Synchronsprecher (* 1929)
- 13. Dezember: Gerd Baltus, deutscher Schauspieler (* 1932)
- 14. Dezember: Chuy Bravo, US-amerikanischer Schauspieler und Komiker (* 1956)
- 14. Dezember: John Briley, US-amerikanischer Drehbuchautor und Filmproduzent (* 1925)
- 14. Dezember: Anna Karina, dänisch-französische Schauspielerin und Sängerin (* 1940)
- 16. Dezember: Peter Larkin, US-amerikanischer Bühnenbildner und Filmarchitekt (* 1926)
- 17. Dezember: Peter Wollen, britischer Filmtheoretiker, Drehbuchautor und Regisseur (* 1938)
- 18. Dezember: Claudine Auger, französische Schauspielerin (* 1941)
- 18. Dezember: Michael Laux, deutscher Filmemacher (* 1952)
- 21. Dezember: Bolotbek Schamschijew, kirgisischer Filmregisseur und Drehbuchautor (* 1941)
- 22. Dezember: Tony Britton, britischer Schauspieler (* 1924)
- 23. Dezember: David Foster, US-amerikanischer Filmproduzent (* 1929)
- 26. Dezember: Jerry Herman, US-amerikanischer Komponist (* 1931)
- 26. Dezember: Sue Lyon, US-amerikanische Schauspielerin (* 1946)
- 26. Dezember: Galina Borissowna Woltschek, russische Schauspielerin (* 1933)
- 27. Dezember: Jack Sheldon, US-amerikanischer Schauspieler, Sänger und Jazz-Trompeter (* 1931)
- 29. Dezember: Carla Calò, italienische Schauspielerin (* 1926)
- 29. Dezember: Neil Innes, britischer Musiker und Komponist (* 1944)
- 30. Dezember: Jan Fedder, deutscher Schauspieler und Synchronsprecher (* 1955)
- 30. Dezember: Jack Garfein, Regisseur und Schauspiellehrer (* 1930)
- 30. Dezember: Syd Mead, US-amerikanischer Set-Designer (* 1933)
- 30. Dezember: Elizabeth Sellars, britische Schauspielerin (* 1921)
- 31. Dezember: Milan Beli, serbischer Schauspieler (* 1931)
- 31. Dezember: Rene Daalder, niederländischer Filmregisseur und Drehbuchautor (* 1944)
- 31. Dezember: Carlo Quartucci, italienischer Regisseur, Schauspieler und Bühnenbildner (* 1938)

### Genaues Todesdatum unbekannt
- am 3. Februar tot aufgefunden: Kristoff St. John, US-amerikanischer Schauspieler (* 1966)
- am 13. Juli tot aufgefunden: Charles Levin, US-amerikanischer Schauspieler (* 1949)
- Tod bekannt gegeben am 27. November: Vittorio Congia, italienischer Schauspieler (* 1930)
- Tod bekannt gegeben am 19. Dezember Horst Westphal, deutscher Schauspieler (* 1929)